# Geographie der Schweiz
| Schweiz                         | Schweiz |
| ------------------------------- | --- |
| Topografische Karte der Schweiz | |
| Kontinent:                      | Europa |
| Fläche: – Total – Wasser        | 133. Platz 41'285 km² (4,2 %) |
| Landesgrenze:                   | 1935 km |
| Nachbarstaaten:                 | Italien (782 km) → Grenze Frankreich (585 km) → Grenze Deutschland (347 km) → Grenze Österreich (180 km) → Grenze Liechtenstein (41 km) → Grenze |
| Höchster Punkt:                 | Dufourspitze (4634 m ü. M.) |
| Tiefster Punkt:                 | Lago Maggiore (193 m ü. M.) |
| Geographischer Mittelpunkt:     | Älggi-Alp |
| Längster Fluss:                 | Rhein (375,5 km) |
| Grösstes Binnengewässer:        | Neuenburgersee |
| Klima:                          | gemässigt |

Die Geographie der Schweiz beschreibt die physische Beschaffenheit des Staatsgebietes der Schweiz, eines Binnenstaates in Mitteleuropa, sowie deren Bevölkerung, Wirtschaft, Siedlungsstrukturen und ausgewählte Landschaften. Das Land besteht aus 26 Kantonen und ist von fünf weiteren Ländern umgeben: Deutschland im Norden, Österreich und Liechtenstein im Osten, Italien im Süden und Frankreich im Westen. Das Territorium der Schweiz ist bis zu 350 km lang und bis zu 220 km breit. Nördlichster Punkt ist der Schwarze Stein bei Bargen im Kanton Schaffhausen, südlichster Punkt Chiasso im Kanton Tessin, westlichster Punkt Chancy im Kanton Genf und östlichster Punkt der Piz Chavalatsch im Kanton Graubünden.

## Allgemeines
Das Relief der Schweiz ist vielfältig und entstand aus tektonischen Vorgängen, insbesondere dem Zusammenstoss der eurasischen Platte mit der afrikanischen Platte. Dieser Vorgang, auch alpidische Orogenese genannt, formte die drei geographischen Grossregionen des Landes. Es sind dies die Alpen, das Mittelland und der Jura. Der höchste Punkt des Landes ist die Dufourspitze auf 4634 m ü. M., der tiefste der Seespiegel des Lago Maggiore auf 193 m ü. M. Die Schweiz ist nach Andorra das am durchschnittlich höchstgelegene Land Europas und liegt auf Platz 17 der Weltrangliste. 
Aufgrund der Topographie der Alpen und der dort aufeinandertreffenden Einflüsse des atlantischen Seeklimas, des Kontinentalklimas und des Mittelmeerklimas gilt die Schweiz als «Wasserschloss Europas». Der Rhein, die Rhone sowie bedeutende Zuflüsse des Po und der Donau entspringen im Gotthardmassiv. In dessen Nähe befindet sich auch der Aletschgletscher, der grösste und längste Gletscher der Alpen.
Ende September 2015 zählte die Schweiz 8'306'200 Einwohner, was einer Bevölkerungsdichte von knapp 200 Einwohnern pro Quadratkilometer entspricht. Diese ist allerdings ungleichmässig verteilt; während die Alpen und der Jura dünn besiedelt sind, konzentriert sich der überwiegende Teil der Bevölkerung im Mittelland, wo sich auch die grössten Städte des Landes befinden. Mehr als 100'000 Einwohner zählen Zürich, Genf, Basel, Lausanne, Bern und Winterthur.

## Physische Geographie

### Geologie
Unterschiedliche geologische Phänomene schufen die heutige Landschaft der Schweiz und die Beschaffenheit ihrer Böden. Die geologische Struktur des Landes ist im Wesentlichen das Ergebnis der Plattenkollision der afrikanischen Platte und der eurasischen Platte in den letzten Jahrmillionen (alpidische Orogenese).
Im Paläozoikum, vor rund 540 bis 360 Millionen Jahren, bildete sich ein kristalliner Sockel. Ein Meer zwischen Afrika und Eurasien, der Paratethys, überflutete diesen vor rund 205 bis 96 Millionen Jahren. Seine grösste Ausdehnung hatte das Meer am Ende des Jurazeitalters vor 135 Millionen Jahren. In diesem Zeitalter faltete sich am Nordrand des Meeres der Jura auf. Im Kreidezeitalter begann das Meer zu schrumpfen, als die Kontinentalplatten aufeinandertrafen. Als Folge der Plattenkollision falteten sich die Alpen auf. Molasseablagerungen am Nordrand der Alpen schufen schliesslich die Grundlage für die Entstehung des Mittellandes.

### Drei Grossregionen

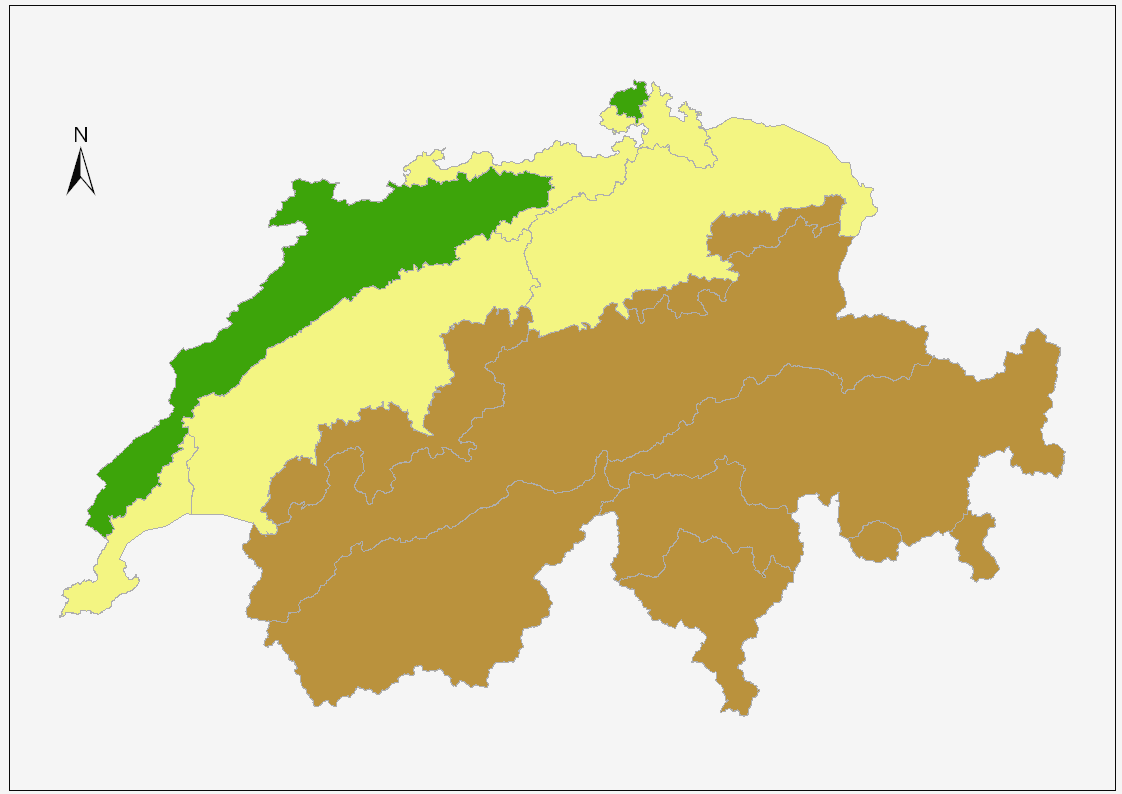
Grossregionen der Schweiz:
Jura
Mittelland
Alpen

Die Schweiz besteht vornehmlich aus drei geologischen Grossregionen: den Alpen, dem Jura und dem Mittelland. Nur zwei sehr kleine Regionen gehören nicht dazu: im Norden jenseits des Juras die Region Basel im Grabenbruch der Oberrheinischen Tiefebene und im Süden das Mendrisiotto, das einen Teil der Po-Ebene bildet.
Die Alpen bedecken rund 60 % der Fläche des Landes. Auf das Mittelland entfallen 30 % und auf den Jura 10 %. Das unebene und zerklüftete Terrain des Juras und der Alpen hat eine geringe Besiedlung dieser Gegenden zur Folge, mit Ausnahme einiger Täler wie des Rhonetals im Kanton Wallis. Der grösste Teil der Bevölkerung lebt im Mittelland.
Lediglich zwei Kantone haben geographisch Anteil an allen drei Grossregionen: Bern und Waadt.

#### Die Alpen

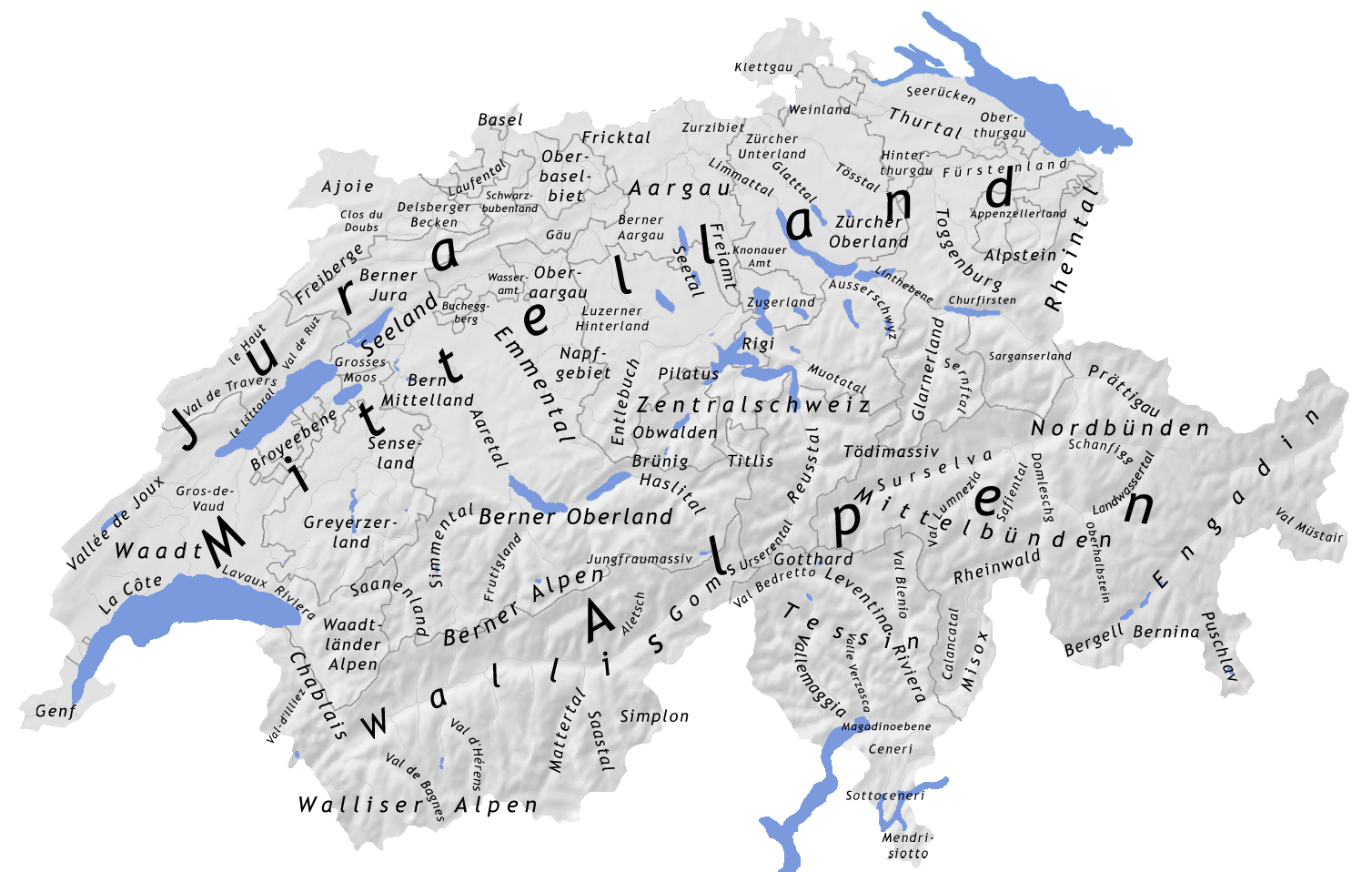
Die naturräumliche Gliederung der Schweiz

Die Alpen sind das höchste Gebirge im Inneren Europas. Es erstreckt sich in einem 1'200 Kilometer langen Bogen zwischen Nizza in Frankreich und Wien in Österreich. Der Schweizer Teil der Alpen umfasst den gesamten Süden des Landes, was etwa 60 % der Fläche entspricht. Allgemein üblich ist in der Schweiz die Dreiteilung der Alpen entlang des Alpenbogens, sodass das Land vollständig in den Zentralalpen liegt. Der Zweiteilung in Ostalpen und Westalpen kommt keine grosse Bedeutung zu, obschon die Trennlinie über den Splügenpass verläuft. Auf Schweizer Territorium befinden sich 48 Viertausender. Höchster Punkt ist die Dufourspitze (4634 m ü. M.), höchster ganz in der Schweiz liegender Berg ist der Dom (4546 m ü. M.). Die bekanntesten Berge sind das Matterhorn (4478 m ü. M.) sowie Eiger (3967 m ü. M.), Mönch (4110 m ü. M.) und Jungfrau (4158 m ü. M.), die eine markante Dreiergruppe bilden. Der Piz Bernina (4048 m ü. M.) ist der östlichste Viertausender der Alpen.
Im Norden steigen die Alpen allmählich vom Mittelland über die Voralpen bis zum Alpenhauptkamm an, während sie auf der Südseite abrupt zu den Ausläufern der Poebene abfallen. Dem Alpenhauptkamm entlang verlaufen in West- bzw. Ostrichtung die Täler der Rhone und des Rheins, die zwei Hauptketten voneinander trennen. Die Kämme dieser Gebirgsketten treffen im Gotthardmassiv aufeinander. Von dort aus führen auch die Täler der Reuss nach Norden, des Ticino nach Süden und der Aare nach Nordwesten. Gleichzeitig verläuft durch das Gotthardmassiv die Europäische Hauptwasserscheide; hier liegt auch der Wasserscheidepunkt der Nordsee und des Mittelmeers.

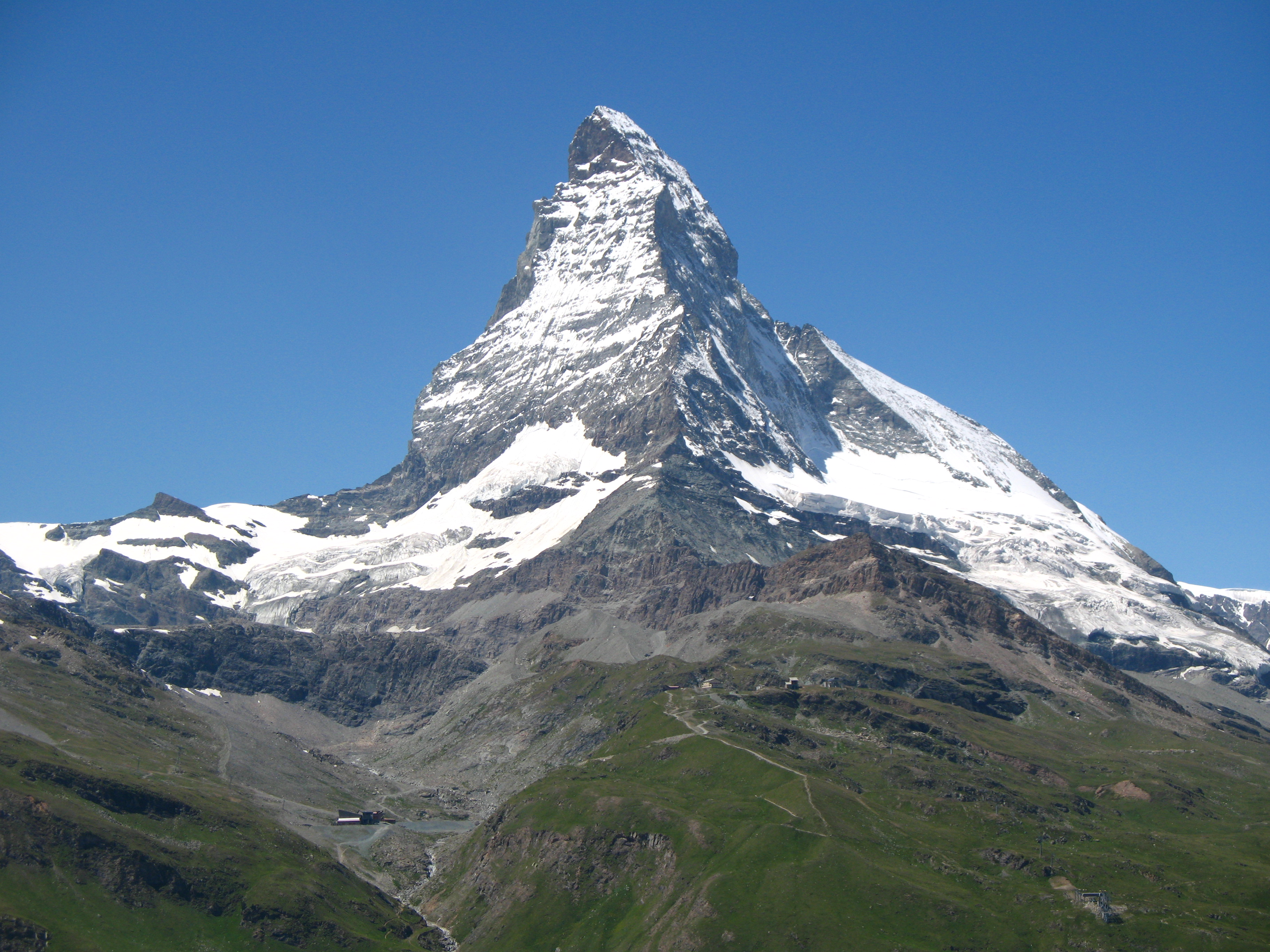
Das Matterhorn ist einer der bekanntesten Berge der Alpen

Gemäss der SOIUSA-Klassifikation werden die Schweizer Alpen wie folgt unterschieden:
- Voralpen mit den Waadtländer Voralpen, den Freiburger Voralpen, den Berner Voralpen, den Zentralschweizer Voralpen und den Appenzeller Alpen
- Berner Alpen im weiteren Sinne mit den Waadtländer Alpen, den eigentlichen Berner Alpen und den Urner Alpen
- Walliser Alpen
- Glarner Alpen im weiteren Sinne mit den eigentlichen Glarner Alpen und den Osturner Alpen
- Westliche Rätische Alpen mit den Oberhalbsteiner Alpen, den Albula-Alpen, der Berninagruppe, den Livigno-Alpen, den Münstertaler Alpen, den Plessuralpen und dem Rätikon
- Lepontinischen Alpen mit den Adula-Alpen, den Monte Leone-Sankt Gotthard-Alpen und den Tessiner Alpen
- Luganer Voralpen

Nur ein kleiner Teil der Savoyer Voralpen im Chablais und der Grajischen Alpen am Rande der Mont-Blanc-Gruppe liegen in der Schweiz.

#### Der Jura

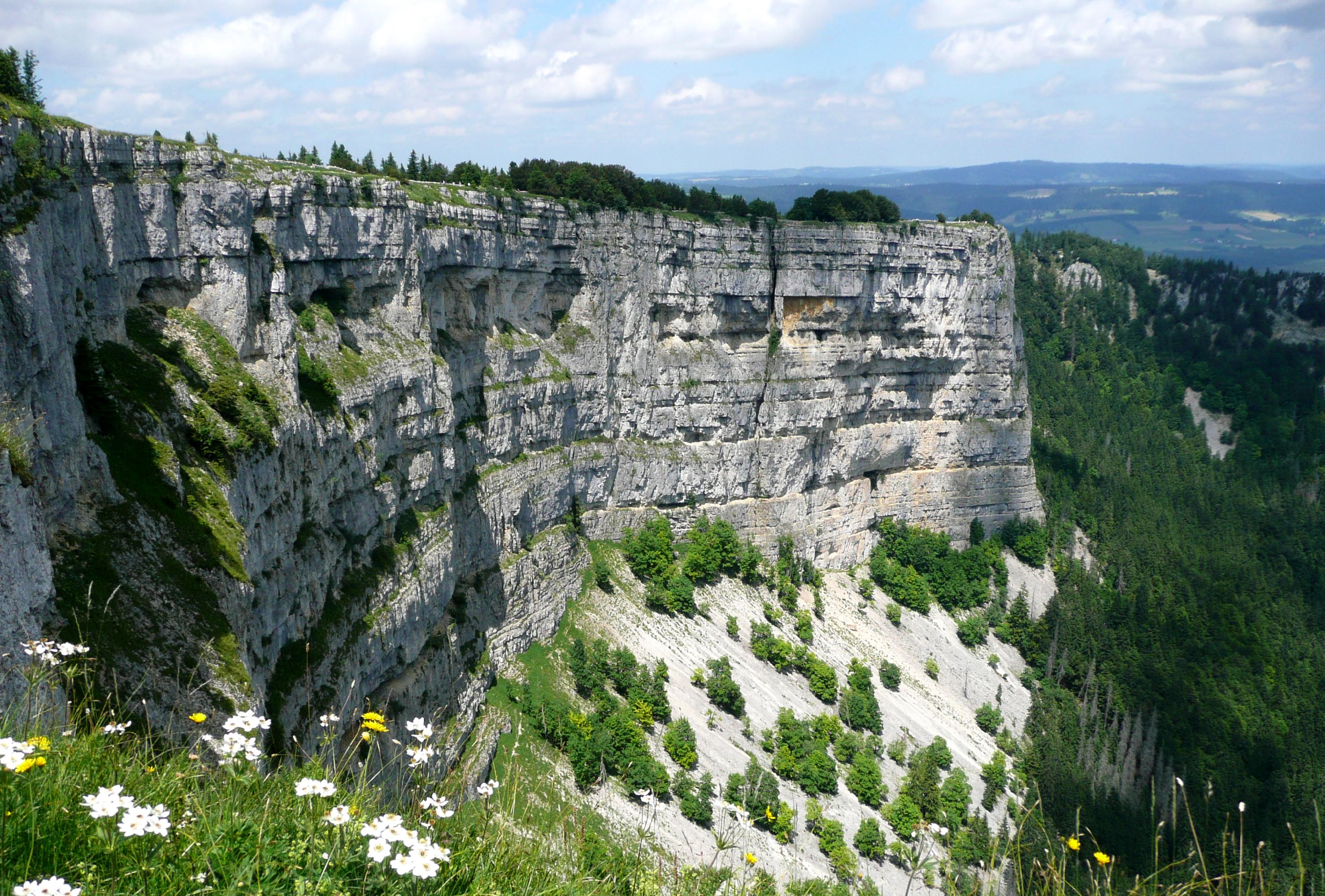
Der Creux du Van ist typisch für die Landschaft des Juras.

Der Jura, ein geologisch junges Faltengebirge aus Kalkstein, bildet einen über 300 km langen Bogen entlang der französischen und deutschen Grenze vom Kanton Genf im Südwesten bis in den Kanton Schaffhausen im Nordosten. Zwischen Yverdon und Besançon erreicht er eine Breite von 70 km. Der höchste Berg des Juras auf Schweizer Boden ist der Mont Tendre (1679 m ü. M.). Die durchschnittliche Höhe des Gebirges verringert sich in Richtung Nordosten nach und nach. Seine grössten Höhen erreicht der Jura meist in der direkt an das Mittelland grenzenden Kette.
Aufgrund der Art und der Erosion der Verfaltung werden zwei tektonische Haupteinheiten unterschieden, die sich auch im Landschaftsbild abzeichnen. Der Hauptteil des Gebirges wird vom Faltenjura eingenommen. Dieser untergliedert sich noch weiter in Kettenjura und Plateaujura. Der Kettenjura besteht aus lang gestreckten, stark gefalteten Höhenzügen. Die Täler folgen in der Regel den einzelnen Ketten; es gibt jedoch einzelne kleine Quertäler, Kluse genannt. An die Ketten schliessen sich im Nordwesten die wasserarmen Hochflächen der Franches-Montagnes an, die zum Plateaujuras gehören. Ganz im Nordosten (am Hochrhein) und Nordwesten (Ajoie) findet man ungefalteten Tafeljura, der tektonisch gesehen Teil des Südwestdeutschen bzw. Französischen Schichtstufenlandes ist.
Der Jura hat ein wesentlich weniger dichtes und weniger verzweigtes Gewässernetz als andere Mittelgebirge. Dies ist dadurch zu erklären, dass das Regenwasser nicht überall oberirdisch abfliesst, sondern direkt im porösen, karstartigen Kalkuntergrund versickert.

#### Das Mittelland

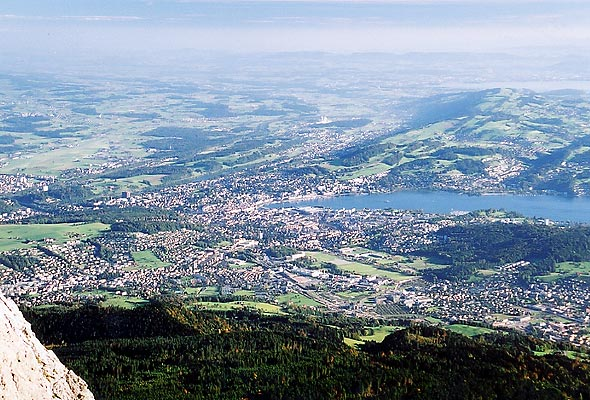
Blick vom Pilatus auf das Mittelland bei Luzern

Das Mittelland umfasst das teils flache, weitgehend jedoch hügelige Gebiet zwischen Jura und Alpen. Es liegt im Mittel auf einer Höhe von 400 bis 600 m ü. M. Geologisch stellt das Mittelland eine Beckenzone dar, die sich auch über die Landesgrenzen hinaus erstreckt. Diese beginnt südlich von Genf in der Nähe von Chambéry, wo sich Jura und Alpen zusammenschliessen, erstreckt sich über 300 km in nordöstlicher Richtung bis zum Bodensee und setzt sich im deutschen und österreichischen Alpenvorland fort. Das Mittelland ist keineswegs eine ebene Landschaft, sondern weist eine je nach Region bisweilen sehr vielfältige naturräumliche Gliederung durch Seen und Höhenzügen auf. Höchste Erhebung des Mittellandes ist der Napf (1408 m ü. M.) im Napfbergland.
Im Wesentlichen besteht das Mittelland aus Molasse, einem aus der Gebirgserosion der noch jungen Alpen entstandenen Sedimentgestein. Die damaligen Flüsse aus den Alpen – im Allgemeinen nicht kongruent mit dem heutigen Flussnetz – bauten am Gebirgsfuss allmählich bedeutende Schwemmfächer auf. Seine heutige Landschaftsgestalt hat das Mittelland während der Überprägung durch die eiszeitlichen Gletscher erhalten. Dabei formten die Eismassen das Land einerseits durch Tiefenerosion, andererseits durch Ablagerungen im Vorfeld der Gletscher. Während Spuren älterer Eiszeiten kaum noch vorhanden sind, ist der Verlauf der Gletscher während der Würmeiszeit heute an der Ausformung der Täler, den Moränen und zahlreichen Findlingen erkennbar. Zu den bekanntesten Findlingen gehören die Pierres de Niton (373,6 m ü. M.) in Genf, wobei der grössere der beiden als Schweizer Höhenfestpunkt (Ausgangspunkt für die Höhenmessung) dient.

### Hydrographie

Einzugsgebiete in der Schweiz:
Rhein
→ Aare
Rhone
Po
Donau
Etsch

Die Hydrographie der Schweiz ist gekennzeichnet durch fünf Haupteinzugsgebiete, zahlreiche Seen sowie Gletscher, die zu den grössten Europas gehören. Das Land weist eine überdurchschnittlich hohe Niederschlagsmenge von jährlich 1457 mm auf. Ursache hierfür ist die vorherrschende Westwindlage und die Nähe zu Atlantik, Nordsee und Mittelmeer, wodurch viel feuchte Luft zugeführt wird. Diese Luft staut sich an den Alpen als Wetterbarriere und entlädt sich hier. Am meisten Niederschlag fällt in den zentralen Hochalpen und im Tessin mit gegen 2000 mm jährlich, in den Voralpen und im Jura sind es rund 1400 mm und im Mittelland 1000 mm. Als trockenste Gegenden mit 500 bis 700 mm/Jahr gelten das Rhonetal im Kanton Wallis und das Engadin im Kanton Graubünden, da diese Täler von den niederschlagsreichen Wetterlagen abgeschirmt sind.

#### Gewässer und Einzugsgebiete
Die Schweiz liegt in den Einzugsgebieten von fünf europäischen Flüssen: Der Rhein und die Rhone, die beide im Gotthardmassiv entspringen, sowie Donau, Po und Etsch. Die drei letztgenannten fliessen zwar nicht durch die Schweiz, werden aber von hier entspringenden Nebenflüssen gespeist.
| Einzugsgebiet | Flächenanteil | Hauptzuflüsse in der Schweiz                         | Bedeutende Seen                                                                                   | Mündet in      |
| ------------- | ------------- | ---------------------------------------------------- | ------------------------------------------------------------------------------------------------- | -------------- |
| Rhein         | 68 %          | Aare, Reuss, Limmat, Broye, Emme, Linth, Saane, Thur | Bodensee, Zürichsee, Neuenburgersee, Vierwaldstättersee, Bielersee, Thunersee, Walensee, Zugersee | Nordsee        |
| Rhone         | 18 %          | Doubs                                                | Genfersee                                                                                         | Mittelmeer     |
| Po            | 9,3 %         | Ticino                                               | Lago Maggiore, Luganersee                                                                         | Adria          |
| Donau         | 4,4 %         | Inn                                                  | Silsersee, Silvaplanersee                                                                         | Schwarzes Meer |
| Etsch         | 0,3 %         | Rambach (Rom)                                        |                                                                                                   | Adria          |

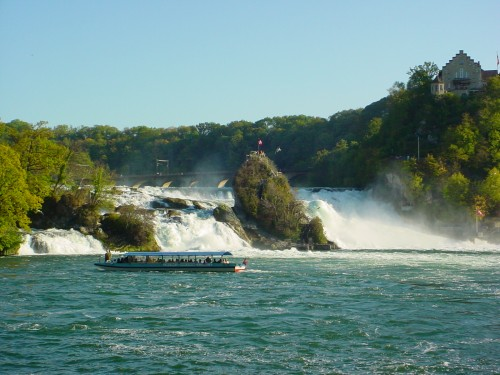
Der Rheinfall bei Schaffhausen

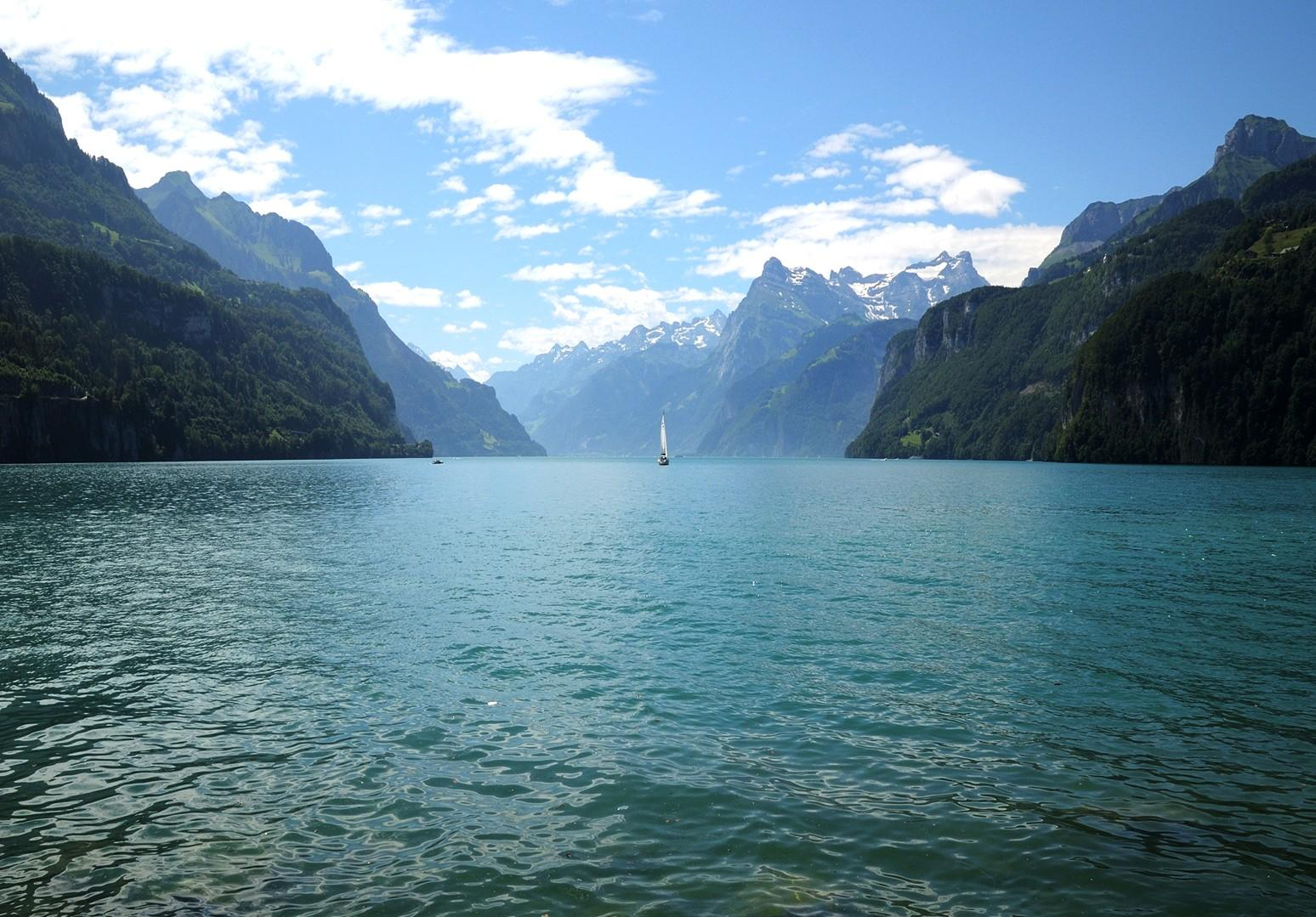
Der Vierwaldstättersee inmitten der Zentralschweizer Voralpen

Der grösste Teil des Territoriums, nämlich mehr als zwei Drittel, liegt im Einzugsgebiet des Rheins. Darin enthalten ist auch das Einzugsgebiet des grössten Zuflusses, der Aare, die weite Teile des Mittellandes entwässert. Der Zusammenfluss von Aare, Reuss und Limmat östlich von Brugg wird als Wasserschloss bezeichnet. An dieser Stelle kommt das Wasser aus 40 % der Gesamtfläche der Schweiz zusammen. Bemerkenswert an der Mündung der Aare in den Rhein ist die Tatsache, dass die Aare mit 590 m³/s der wasserreichere Fluss von beiden ist (Rhein: 439 m³/s). Aus rein hydrologischer Sicht wäre also der Rhein ein Nebenfluss der Aare, nicht umgekehrt.
Das Einzugsgebiet der Rhone besteht in der Schweiz aus zwei Teilen. Der Hauptfluss erstreckt sich vom Rhonegletscher bis zum Genfersee, entwässert dabei das Gebiet rund um diesen See sowie fast den gesamten Kanton Wallis. Ein kleiner Teil im Juragebirge wird durch den Doubs entwässert – ein Nebenfluss der Saône in Frankreich, die wiederum in die Rhône fliesst.
Im Süden und Südosten des Landes liegen die Einzugsgebiete von Po, Etsch und Donau, vorwiegend in den Kantonen Tessin und Graubünden. Hauptzufluss des Po in der Schweiz ist der Ticino, im Falle der Donau ist es der Inn im Engadin und im Falle der Etsch der Rambach (Rom) im Val Müstair.
Die verschiedenen Flüsse in der Schweiz fliessen letztlich in vier verschiedene Meere; jene über den Rhein in die Nordsee, jene über die Rhone in das Mittelmeer, jene über Po und Etsch in die Adria und jene über den Inn in das Schwarze Meer. Beim Pass Lunghin im Kanton Graubünden befindet sich demnach eine der zwei dreifachen europäischen Haupt-Wasserscheiden.

#### Seen

Panorama von Lugano und dem Luganersee

Die meisten der rund 1500 Seen in der Schweiz liegen im Alpenraum, etwas über 100 liegen im Mittelland und 14 im Juragebirge. 15 Seen haben eine Fläche von mehr als 10 km². Von diesen sind der Genfersee, der Bodensee, der Lago Maggiore und der Luganersee grenzüberschreitend. Der grösste See, der vollständig in der Schweiz liegt, ist der Neuenburgersee (215,2 km²), der grösste ganz in einem Kanton liegende See ist der Thunersee (47,7 km²). Die meisten natürlichen Seen der Schweiz sind glazialer Herkunft. Sie wurden beim Rückzug von Gletschern geschaffen, wobei ein Fliessgewässer das dabei entstandene Becken auffüllte.
Daneben gibt es eine Reihe künstlicher Speicherseen für die Gewinnung elektrischer Energie durch Wasserkraft. Die meisten von ihnen werden durch Talsperren in bergigem Gelände gebildet, es gibt jedoch auch Staustufen an Flüssen im Mittelland. Grösster Speichersee der Schweiz ist der Lac des Dix im Kanton Wallis mit einem Gesamtinhalt von 401 Millionen Kubikmetern und einer maximalen Tiefe von 227 Metern. Die grösste Fläche weist mit 10,72 km² der Sihlsee im Kanton Schwyz auf.

#### Gletscher

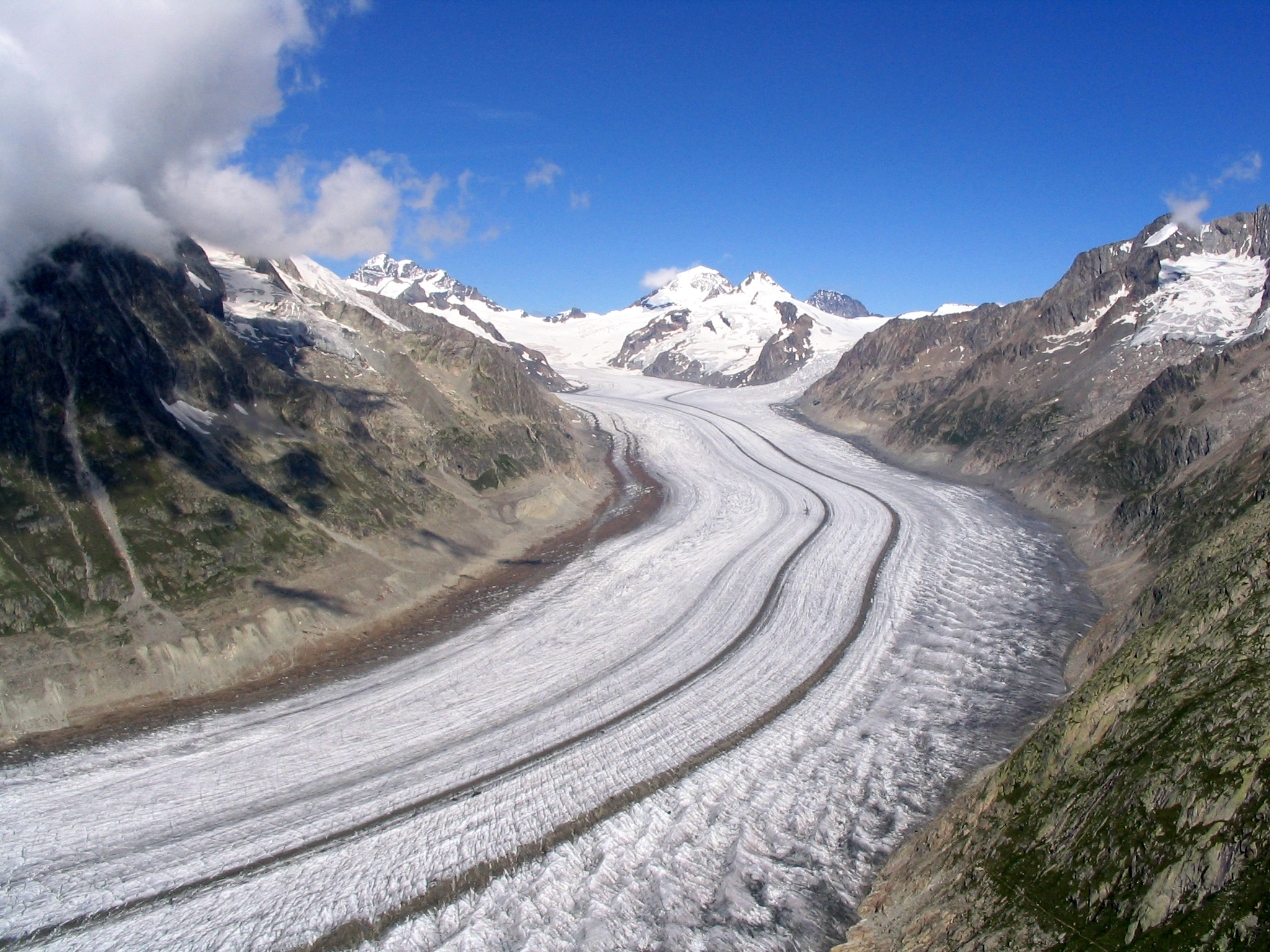
Aletschgletscher

Zu Beginn des 21. Jahrhunderts gab es rund 2000 Gletscher in den Schweizer Alpen (der Jura ist unvergletschert). Sie liegen überwiegend in den Walliser Alpen, den Berner Alpen und den Rätischen Alpen. Die meisten sind nach Nordwesten, Norden und Nordosten ausgerichtet, da sie in diesen Lagen besser vor der Sonneneinstrahlung geschützt sind. Die nach Süden ausgerichteten Gletscher sind in der Regel kleiner.
Seit 1850 bzw. dem Ende der kleinen Eiszeit ist eine markante Gletscherschmelze zu beobachten (rund ein Drittel der Gesamtlänge), was auf die globale Erwärmung zurückzuführen ist. Längster Gletscher der Schweiz und auch der gesamten Alpen ist der Aletschgletscher mit 23,1 km im Jahr 2005.

### Klima

Klimazonen nach Köppen-Geiger-Klassifikation

Das Klima der Schweiz wird von den Wechselwirkungen verschiedener Klimazonen beeinflusst. Das Land liegt in einer Übergangszone zwischen dem atlantischen Seeklima, dem Kontinentalklima und dem Mittelmeerklima; im Hochgebirge herrschen auch polare Verhältnisse. Vorherrschend ist der Einfluss feucht-milder Meeresluft, die vom Atlantik her durch Westwinde herangeführt wird. Die Alpen bilden eine markante Klimascheide: Südlich des Gebirges herrscht das Mittelmeerklima vor, was sich vor allem durch deutlich mildere Winter bemerkbar macht.
Die höchste Temperatur, die jemals in der Schweiz gemessen wurde, betrug 41,5 °C am 11. August 2003 in Grono (Kanton Graubünden). Die durchschnittlich wärmsten Orte mit verfügbaren Messreihen sind Locarno-Monti und Lugano mit einem Jahresmittel von jeweils 12,4 °C (Normperiode 1981–2010). Wie an fast allen Messstationen zeigt sich auch hier der Klimawandel: In der Normperiode 1961–1990 lagen die Durchschnittswerte noch bei 11,5 °C (Locarno/Monti) bzw. 11,6 °C (Lugano) und damit um 0,9 bzw. 0,8 °C niedriger als in der zuletzt gemittelten Normperiode. Der durchschnittlich kälteste Ort ist das Jungfraujoch mit −7,2 °C (Normperiode 1981–2010). Auch hier hat die Durchschnittstemperatur um 0,7 °C zugenommen seit der Normperiode 1961–1990. Der absolut tiefste Wert von −41,8 °C wurde am 12. Januar 1987 in La Brévine (Kanton Neuenburg) gemessen.
Der trockenste Ort der Schweiz ist Ackersand in der Gemeinde Stalden im Kanton Wallis mit einem durchschnittlichen Jahresniederschlag von 545 mm während der nasseste Ort der Säntis (2502 m. ü. M.) ist mit einem gemittelten Jahresniederschlag von 2837 mm (Normperiode jeweils 1981–2010).
Die grösste Schneehöhe wurde mit 816 cm im April 1999 ebenso auf dem Säntis gemessen.

### Biodiversität
Das Land ist geprägt durch eine grosse Vielfalt an Böden, Höhenstufen und Landschaften. Daraus ergeben sich zahlreiche verschiedenartige natürliche Lebensräume, was die Biodiversität der Fauna und der Flora begünstigt. In der Schweiz kommen rund 49'000 Tier-, Pilz- und Pflanzenarten vor. 1994 ratifizierte die Schweiz die Biodiversitäts-Konvention, welche 1995 in Kraft trat. In diesem Zusammenhang rief das Bundesamt für Umwelt ein Überwachungsprogramm namens Biodiversitätsmonitoring Schweiz ins Leben, das die Artenvielfalt im Feld erhebt. Im Jahr 2007 galten mehr als 500 in der Schweiz vorkommende Arten als akut vom Aussterben bedroht.

#### Fauna und Flora

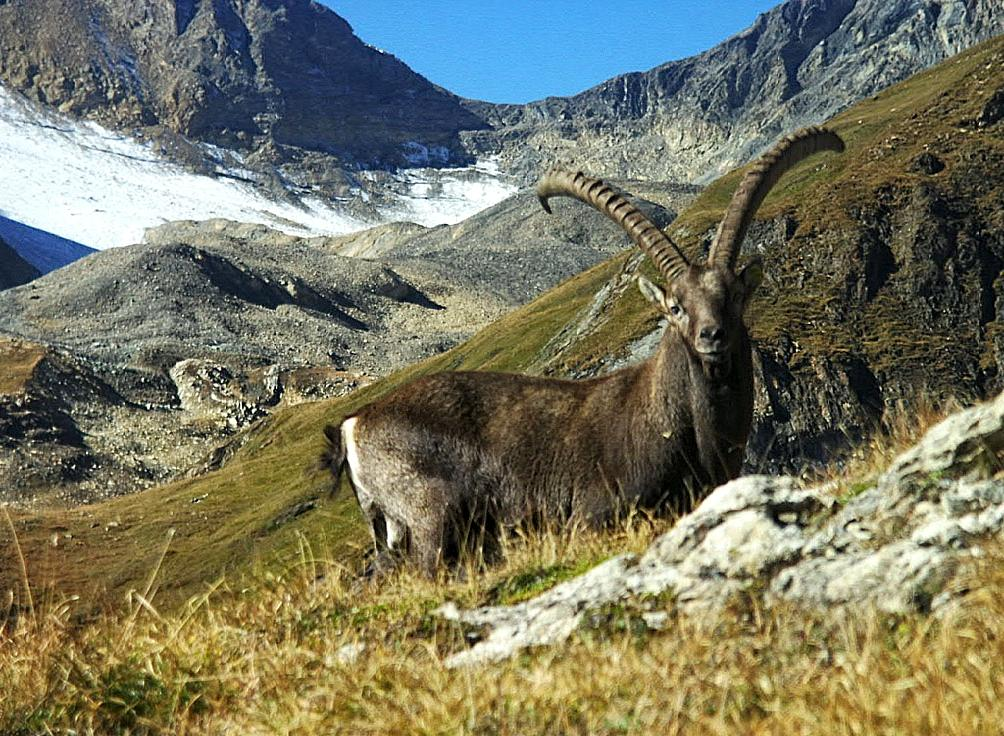
Steinbock im Lötschental

Das Bundesamt für Umwelt schätzt die Anzahl der in der Schweiz lebenden Tierarten auf rund 30'000. Dazu gehören 83 Säugetiere, 386 Vögel, 15 Reptilien, 20 Amphibien, 51 Knochenfische, 2 Kieferlose, 25'000 Gliederfüsser (davon 22'330 Insekten), 270 Weichtiere und 3'200 Würmer. Im Tierreich finden sich in der Schweiz 49 Endemiten. Gemäss dem Monitoringprogramm ist die biologische Vielfalt stabil, das heisst, dass verschwundene Arten durch sich ausbreitende neue Arten kompensiert werden. Regional betrachtet ergeben sich einige Unterschiede. Während im Jura und im Mittelland die Artenvielfalt abnimmt, ist in den Alpen eine Zunahme zu verzeichnen. Etwa 40 % aller Tierarten gelten als gefährdet. In überdurchschnittlichem Masse trifft dies auf Reptilien und Brutvögel zu.
Gemäss Schätzungen des Bundesamtes für Umwelt kommen in der Schweiz rund 19'000 Pflanzen- und Pilzarten vor. Dazu gehören 3000 Gefässpflanzen und Farne, 1030 Moose, 1660 Flechten, 9000 Pilze und 4000 Algen. Es gibt nur zwei endemische Pflanzenarten, das Engadin-Felsenblümchen (Draba ladina) und das Wimper-Sandkraut (Arenaria ciliata). Mindestens 60 in der Schweiz vorkommende Pflanzenarten drohen laut Weltnaturschutzunion auch weltweit auszusterben. Die bereits als ausgestorben klassierte Tulpenart Tulipa aximensis erschien 1998 wieder im Kanton Wallis. Zu den weltweit seltensten Pflanzen gehört das Bodensee-Vergissmeinnicht (Myosotis rehsteineri). Der 1956 zum letzten Mal beobachtete Bodensee-Steinbrech (Saxifraga amphibia) ist bislang die einzige bekannte Art, die mit ihrem Verschwinden in der Schweiz auch weltweit ausstarb.

#### Wälder

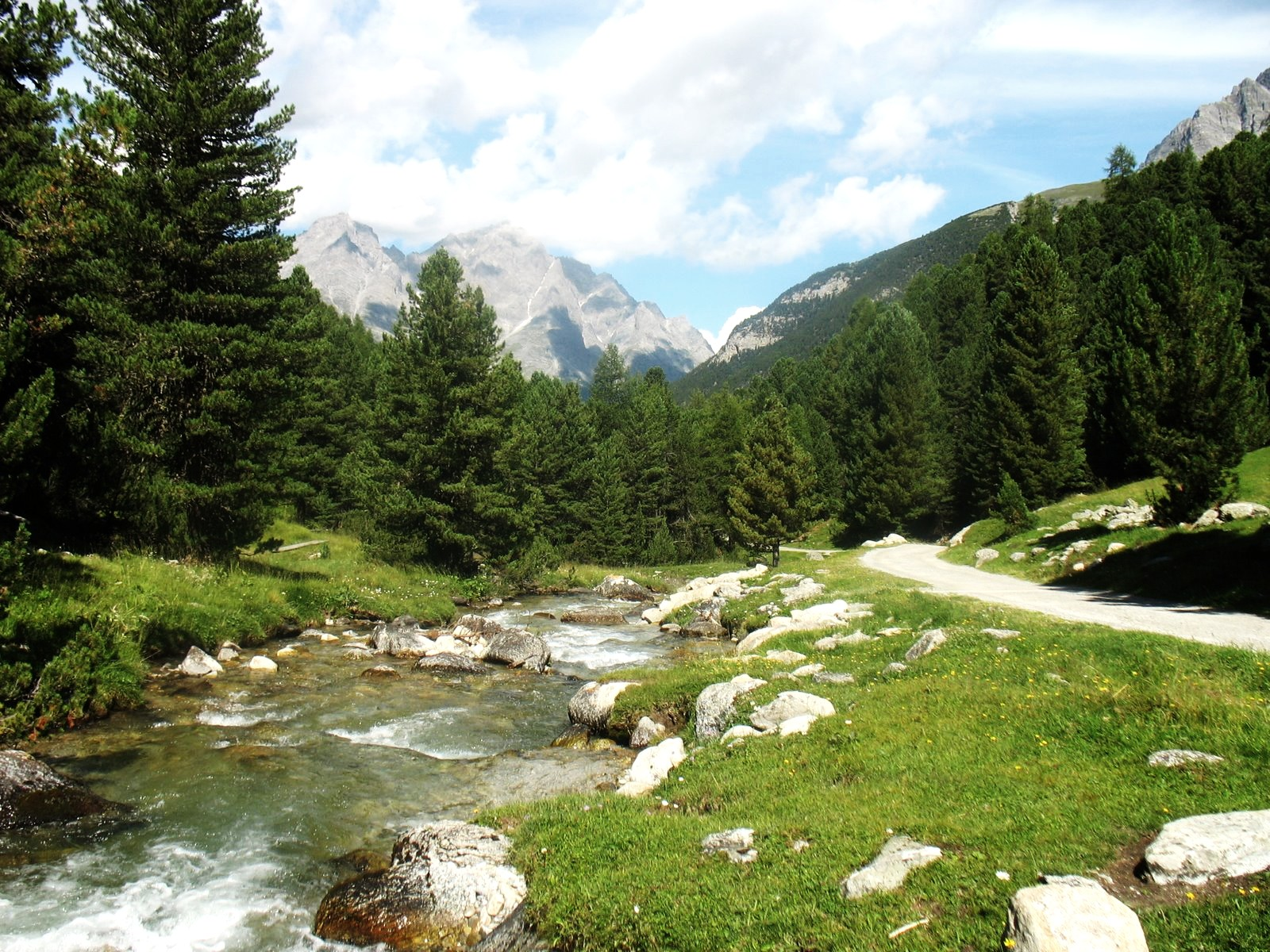
Der Wald von Tamangur im Val S-charl auf ist der höchstgelegene Arvenwald Europas

Im Jahr 2007 bedeckten die Schweizer Wälder eine Fläche von 1,3 Millionen Hektaren oder 31 % der Landesfläche, wobei die regionale Verteilung stark unterschiedlich ist. Während die Alpensüdseite (Tessin) sehr stark bewaldet ist, verfügt das dichtbesiedelte Mittelland über vergleichsweise wenig Wald. Zwischen dem Zeitraum 1993/95 und dem Zeitraum 2004/06 nahm die Waldfläche im gesamten Land um 4,9 % zu, wobei auch hier die regionalen Unterschiede sehr gross sind: Kein Zuwachs im Mittelland, 0,9 % im Jura, 2,2 % in den Voralpen, 9,1 % in den Alpen und 9,8 % auf der Alpensüdseite. Das gesamte Holzvolumen beträgt 420 Millionen Kubikmeter.
Die Wälder spielen eine wichtige Rolle für die Biodiversität: Rund 20'000 Arten sind von den Wäldern abhängig, was etwa 40 % aller in der Schweiz lebenden Arten entspricht. Das Holz wird in der Schweiz als Rohstoff im Bauwesen und als Energiequelle genutzt. Im Jahr 2009 belief sich die Bauholzextraktion auf 6,4 Millionen Kubikmeter, was nur etwa zwei Drittel des Zuwachses von nutzbarem Holz (9,5 Millionen Kubikmeter) entspricht.

### Naturgefahren

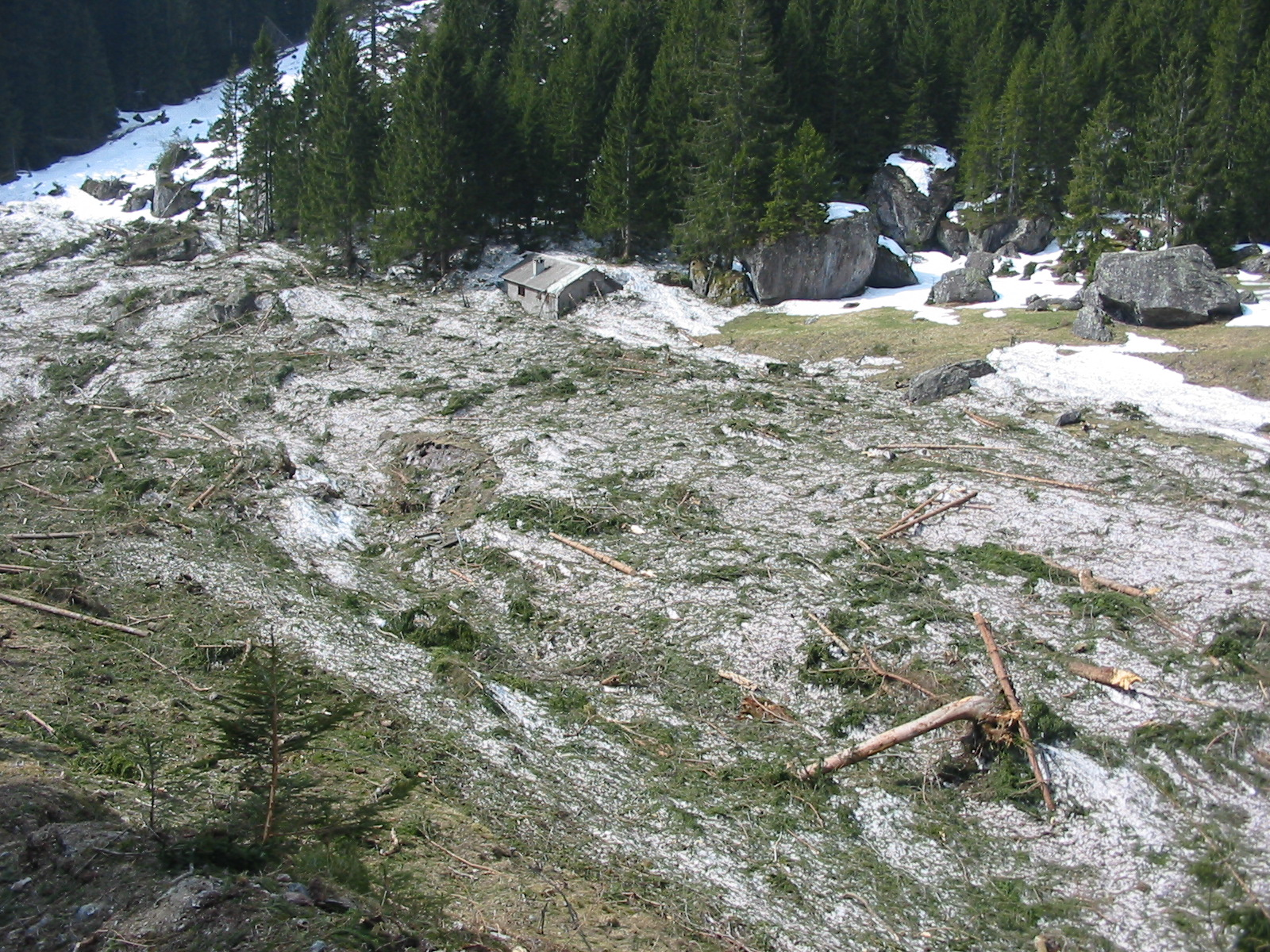
Lawinenkegel oberhalb von Engi

Naturgefahren sind in der Schweiz immer präsent und können hydrologischer oder geologischer Natur sein. Das Vorhandensein zahlreicher Berge verstärkt die Zahl von Hochwassern, was in flachen Regionen wie dem Seeland oder der Linthebene wiederum zu Überschwemmungen führt. In den Bergen können zusätzlich Lawinen und Gletscherabbrüche auftreten. Es werden in der Schweiz jeden Tag etwa zwei Erdbeben registriert, davon sind ungefähr zehn pro Jahr stark genug, um von der Bevölkerung verspürt zu werden (etwa ab Magnitude 2.5). Das stärkste Erdbeben in der Schweiz mit katastrophalen Folgen, das Basler Erdbeben 1356, liegt mehr als 650 Jahre zurück. Im Durchschnitt ist in der Schweiz alle 60 bis 100 Jahre mit einem Erdbeben mit einer Magnitude von etwa 6 zu rechnen. Ein Erdbeben dieser Stärke ereignete sich zum vorerst letzten Mal im Jahr 1946 bei Sierre im Wallis. Ein solches Beben kann überall und jederzeit in der Schweiz auftreten. Die höchste Erdbebengefährdung herrscht jedoch im Wallis, in Basel, im St. Galler Rheintal, in Mittelbünden, im Engadin und in der Zentralschweiz.

### Meteoriteneinschläge
Bisher wurden in der Schweiz insgesamt acht eindeutige Meteoriten geborgen, von denen noch heute Material vorhanden ist. Bei vier Meteoriteneinschlägen wurde der Fall beobachtet.

### Landesgrenze
Die Schweiz grenzt an fünf Staaten und hat eine Grenzlänge von 1935 Kilometern. Die längste Staatsgrenze ist mit 782 Kilometern diejenige zu Italien im Süden (→ Grenze zwischen Italien und der Schweiz). Im Westen grenzt die Schweiz über 585 Kilometer an Frankreich (→ Grenze zwischen Frankreich und der Schweiz); im Norden an Deutschland über 347 Kilometer, die zu einem grossen Teil dem Rhein entlangführt (→ Grenze zwischen Deutschland und der Schweiz). Im Osten grenzt die Schweiz mit 180 Kilometern an Österreich (→ Grenze zwischen Österreich und der Schweiz) und mit 41 Kilometern an das Fürstentum Liechtenstein (→ Grenze zwischen Liechtenstein und der Schweiz).

#### Grenzverlauf
Bedingt durch die Topografie der Schweiz, ist die Landesgrenze je nach Region ganz verschieden beschaffen. Ein Teil der Grenze verläuft durch Städte (Genf, Basel, Konstanz, Chiasso), auf festem Boden (717 km), in Seen, Flüssen und Bächen (472 km) sowie im Gebirge und im Hochgebirge (746 km).
7'132 Grenzzeichen, meist Grenzsteine, markieren den Grenzabschnitte auf festem Boden. Die künstlich festgelegte Grenze verläuft in gerader Linie von Grenzstein zu Grenzstein. Die natürliche Grenze ohne spezielle Kennzeichnung im Gelände wird durch Seen, Fliessgewässer und Berge gebildet. In Seen und Fliessgewässern verläuft die Grenze meist in deren Mitte, ausser beim Doubs im Kanton Jura. Hier folgt die Grenze der Uferlinie auf Schweizer Seite. Im Bodensee fehlt noch immer eine genaue Grenzfestlegung. Im Gebirge ist die natürliche Grenze durch die «Wasserscheidelinie» (also der jeweilige Bergkamm) definiert. Auf Gletschern und Firn verschiebt sich die Grenze, je nach deren Stand. Durch das Abschmelzen des Gletschers beim Furggsattel oberhalb von Zermatt verschob sich die Grenze in den letzten 70 Jahre um 100 bis 150 Meter zu Gunsten der Schweiz.

#### Änderungen der Landesgrenze
Die Schweizer Landesgrenze geht hauptsächlich auf die Beschlüsse des Wiener Kongresses von 1815 zurück, spiegelt aber ältere Grenzverhältnisse, die weit in die Zeit der Alten Eidgenossenschaft zurückreichen. Im Vertrag von Varese, datiert von 1752, wurden einzelne Abschnitte der heutigen Südgrenze genau definiert. Im Zusammenhang mit der Bereinigung von Grenzkonflikten, mit dem Strassenbau, mit Gewässerkorrektionen, der Nutzung der Wasserkräfte oder zur Vereinfachung des komplizierten Grenzverlaufs wurden im 19. und 20. Jahrhundert verschiedene Grenzkorrekturen mit den Nachbarstaaten vereinbart.
Die bedeutendsten Veränderungen nach 1815 betrafen 1862 das Dappental (Grenze zwischen Waadt und Frankreich, ca. 7,5 km²), 1952 das Valle di Lei (Grenze zwischen Graubünden und Italien, 0,45 km²), 1955 das Ellhorn, das die Schweiz aus strategischen Gründen vom Fürstentum Liechtenstein forderte (Grenze zwischen Graubünden und Liechtenstein). 1967 fanden im Kanton Schaffhausen mehrere Grenzkorrekturen u. a. beim Verenahof statt.
Im Jahr 1861 wurde eine Grenzbereinigung zwischen dem Königreich Italien und der Schweizerischen Eidgenossenschaft zu Campione vereinbart. Zuvor hatte das Territorium von Campione auch die gegenüberliegende Küste von San Martino mit dem Teil der Poststrasse zwischen Lugano und Melide umfasst. Seither verläuft die Grenze in der Seemitte.
Ausserdem traten zolltechnisch bedingte Abweichungen der Zollgrenze in Kraft: Samnaun wurde 1892 zum zollfreien Gebiet erklärt, das Fürstentum Liechtenstein 1923 und die deutsche Exklave Büsingen 1967 wurden ins Schweizer Zollgebiet einbezogen. Da zwischen der Schweiz und Italien für die Enklave Campione d’Italia kein Staatsvertrag besteht, gehört diese de facto aber nicht de jure zum Schweizer Zollgebiet.

## Humangeographie
«Die ganze Schweiz ist wie eine grosse Stadt, die sich in dreizehn Quartiere unterteilt, von denen die einen in den Tälern, die anderen an den Hängen und noch andere auf den Bergen liegen […] Es gibt unterschiedlich dicht besiedelte Quartiere, allerdings immer dicht genug, dass man sich in der Stadt wähnt. Statt in einer Linie angeordnet zu sein, verteilen sich die Häuser aber ohne Symmetrie und Ordnung […]»

### Administrative Gliederung

Kantone der Schweiz

Die administrative Gliederung der Schweiz ist historisch bedingt. Das Land entstand aus dem Zusammenschluss souveräner Staaten zu einem Bundesstaat. Seit 1848 üben die Kantone grundsätzlich alle Rechte aus, die nicht gemäss Bundesverfassung dem Bund übertragen sind. Seit 1979, als sich der Kanton Jura vom Kanton Bern abspaltete, gibt es 26 Kantone.
17 Kantone sind weiter in Bezirke unterteilt. Diese dienen als dezentrale Zwischeninstanzen staatlichen Vollzugs zwischen Kantonsregierung und Gemeinden. Mit wenigen Ausnahmen sind sie reine Verwaltungs- und Gerichtseinheiten sowie Wahlkreise ohne Autonomie. Keine Bezirke gibt es in den Kantonen Appenzell Ausserrhoden, Basel-Stadt, Genf, Glarus, Nidwalden, Obwalden, Schaffhausen, Uri und Zug. Die früher weit verbreitete Unterteilung der Bezirke in Kreise existiert nur noch in den Kantonen Graubünden und Tessin. Alle Kantone sind in überdies in politische Gemeinden eingeteilt; sie nehmen alle kommunalen Aufgaben wahr, die durch übergeordnetes Recht nicht zum Wirkungskreis eines anderen Gemeindetyps (beispielsweise Bürgergemeinde, Kirchgemeinden, Schulgemeinden) erklärt werden. Am 1. Januar 2010 gab es in der Schweiz 2'596 politische Gemeinden; ihre Zahl nimmt durch Gemeindefusionen laufend ab.
Seit 1999 ist die Schweiz zu statistischen Zwecken in sieben Grossregionen unterteilt, die mehrere Kantone umfassen können. Sie entsprechen den NUTS-2-Regionen von Eurostat, dem statistischen Amt der Europäischen Union.
| Abk. | Kanton                           | Hauptort           | Einwohner 31. Dezember 2023 | Fläche (km²) | Einwohner pro km² | Amtssprache(n)                                                                     |
| ---- | -------------------------------- | ------------------ | --------------------------- | ------------ | ----------------- | ---------------------------------------------------------------------------------- |
| ZH   | Zürich                           | Zürich             | 1'605'508                   | 1728.94      | 929               | deutsch                                                                            |
| BE   | Bern                             | Bern               | 1'063'533                   | 5958.50      | 178               | deutsch, französisch                                                               |
| LU   | Luzern                           | Luzern             | 432'744                     | 1493.52      | 290               | deutsch                                                                            |
| UR   | Uri                              | Altdorf            | 37'931                      | 1076.53      | 35                | deutsch                                                                            |
| SZ   | Schwyz                           | Schwyz             | 167'403                     | 907.88       | 184               | deutsch                                                                            |
| OW   | Obwalden                         | Sarnen             | 39'272                      | 490.58       | 80                | deutsch                                                                            |
| NW   | Nidwalden                        | Stans              | 45'016                      | 275.84       | 163               | deutsch                                                                            |
| GL   | Glarus                           | Glarus             | 42'056                      | 685.31       | 61                | deutsch                                                                            |
| ZG   | Zug                              | Zug                | 132'556                     | 238.73       | 555               | deutsch                                                                            |
| FR   | Freiburg                         | Freiburg           | 341'537                     | 1672.43      | 204               | französisch, deutsch                                                               |
| SO   | Solothurn                        | Solothurn          | 286'844                     | 790.46       | 363               | deutsch                                                                            |
| BS   | Basel-Stadt                      | Basel              | 200'031                     | 36.95        | 5414              | deutsch                                                                            |
| BL   | Basel-Landschaft                 | Liestal            | 298'837                     | 517.67       | 577               | deutsch                                                                            |
| SH   | Schaffhausen                     | Schaffhausen       | 87'111                      | 298.42       | 292               | deutsch                                                                            |
| AR   | Appenzell Ausserrhoden           | Herisau, Trogen    | 56'495                      | 242.84       | 233               | deutsch                                                                            |
| AI   | Appenzell Innerrhoden            | Appenzell          | 16'585                      | 172.48       | 96                | deutsch                                                                            |
| SG   | St. Gallen                       | St. Gallen         | 535'114                     | 2028.20      | 264               | deutsch                                                                            |
| GR   | Graubünden                       | Chur               | 204'888                     | 7105.30      | 29                | deutsch, rätoromanisch, italienisch                                                |
| AG   | Aargau                           | Aarau              | 726'894                     | 1403.80      | 518               | deutsch                                                                            |
| TG   | Thurgau                          | Frauenfeld         | 295'220                     | 994.33       | 297               | deutsch                                                                            |
| TI   | Tessin                           | Bellinzona         | 357'720                     | 2812.16      | 127               | italienisch                                                                        |
| VD   | Waadt                            | Lausanne           | 845'870                     | 3212.02      | 263               | französisch                                                                        |
| VS   | Wallis                           | Sitten             | 365'844                     | 5224.64      | 70                | französisch, deutsch                                                               |
| NE   | Neuenburg                        | Neuenburg          | 178'291                     | 802.16       | 222               | französisch                                                                        |
| GE   | Genf                             | Genf               | 524'410                     | 282.49       | 1856              | französisch                                                                        |
| JU   | Jura                             | Delsberg           | 74'548                      | 838.51       | 89                | französisch                                                                        |
| CH   | Schweizerische Eidgenossenschaft | Bern (Bundesstadt) | 8'962'258                   | 41'290.69    | 217               | deutsch (63,7 %), französisch (20,4 %), italienisch (6,5 %), rätoromanisch (0,5 %) |

### Landschaftswandel und Bodennutzung
Seit dem 19. Jahrhundert schreitet der Landschaftswandel in der Schweiz immer schneller voran. Das Bevölkerungswachstum führte zu einem Wachstum der Siedlungen und einem Ausbau der Verkehrs- und Energieinfrastruktur. Durch eine Reihe grosser Gewässerkorrektionen wurde ehemaliges Sumpfland zu Landwirtschaftsfläche, welche im Lauf des 20. Jahrhunderts durch Gesamtmeliorationen weiter optimiert wurde. Dieser Wandel lässt sich mit dem Vergleich von alten und neuen Karten oder Bildern qualitativ feststellen. Eine quantitative Erfassung des Landschaftswandels seit den 1970er Jahren geschieht durch die Arealstatistik, welche das Territorium der Schweiz in vier Hauptbereiche der Bodennutzung aufteilt: Siedlungs- und Infrastrukturflächen, Landwirtschaftsflächen, bestockte Flächen und unproduktive Flächen.

#### Siedlungsflächen
Siedlungsflächen entwickelten sich hauptsächlich im Mittelland und auf der Alpensüdseite, in der Nähe von Seen und entlang bedeutender Fliessgewässer. Sie bedecken 16,0 % des Mittellandes, 8,2 % des Juras, 4,7 % der Alpensüdseite, 4,4 % der nördlichen Voralpen, 3,3 % der westlichen Zentralalpen und 1,7 % der östlichen Zentralalpen.
Die Siedlungs- und Infrastrukturflächen wachsen rund um die Agglomerationen, aber auch auf dem Land, auf Kosten der Landwirtschaftsflächen. Dieses Wachstum ist besonders ausgeprägt entlang der Hauptverkehrsachsen wie Autobahnen und Eisenbahnstrecken. Der Anschluss an neue Verkehrswege führt zu einem deutlichen Anstieg der Bautätigkeit in den betroffenen Regionen. Ländliche Gebiete sind von der Suburbanisierung betroffen: Zahlreiche Berufstätige, die in der Stadt arbeiten, ziehen aufs Land, um von günstigerem Bauland und höherer Lebensqualität zu profitieren. Dies schlägt sich auch in der Baustatistik nieder: Einfamilienhäuser entstehen vor allem auf dem Land, Mehrfamilienhäuser in den Städten.
Darüber hinaus steigt auch der Flächenverbrauch pro Kopf. Einerseits nimmt die durchschnittliche Grösse der Haushalte laufend ab, andererseits entfallen fast zwei Drittel der Wohnbautätigkeit auf Ein- und Zweifamilienhäuser. Einer Bevölkerungszunahme von 9 % in den Jahren 1990 bis 2001 steht eine Wohnflächenzunahme von 25 % gegenüber.

#### Landwirtschaftsflächen
Trotz konstanter Abnahme stellt die Landwirtschaft weiterhin die Hauptnutzungsart des Bodens in der Schweiz dar. Sie dominiert im Mittelland, mit etwas mehr als der Hälfte der Fläche (49,5 %). Etwas geringere Werte werden im Jura (43,4 %), in den nördlichen Voralpen (37,5 %) und in den östlichen Zentralalpen (30,3 %) erreicht. Bedeutend geringer ist der Anteil landwirtschaftlicher Nutzfläche in den westlichen Zentralalpen (18,4 %) und auf der Alpensüdseite (12,7 %).
Vielfältige Nutzungsinteressen konkurrieren in den gut erschlossenen Gebieten um die knappen Flächen. Da der Waldbestand gesetzlich geschützt ist, geht das Siedlungswachstum im Mittelland und um die grossen Städte ausschliesslich zu Lasten der Landwirtschaftsfläche. Anders präsentiert sich die Lage im Alpenraum. Hier werden aufgegebene Areale in der Regel nicht einer Nachnutzung zugeführt, sondern sich selbst überlassen, so dass allmählich neue Wälder und Gehölze entstehen. Der Rückgang ist vor allem in den Kantonen Wallis und Tessin markant. Dem Verlust von Kulturland steht eine Zunahme der Biodiversität gegenüber.

#### Bestockte Flächen
Die bestockten Flächen bedecken zusammen knapp einen Drittel des Landes, wobei der Anteil je nach Region stark variiert. Im Jura beträgt er 47,4 %, auf der Alpensüdseite 49,1 %. Der Anteil in den nördlichen Voralpen liegt mit 33,9 % knapp über dem Mittel. Deutlich geringer ist er jedoch im Mittelland mit 24,3 %, in den östlichen Zentralalpen mit 23,4 % und in den westlichen Zentralalpen mit 23 %.
In den letzten Jahrzehnten ist eine kontinuierliche Zunahme der Waldfläche feststellbar. Das Wachstum hat überwiegend natürliche Ursachen; vor allem in den Alpen breitet sich der Wald auf Feldern und Weiden aus, die von den Bauern nach zum Teil jahrhundertelanger Nutzung aufgegeben werden. Aufforstungen machen 13 % des Waldzuwachses aus. Dabei handelt es sich einerseits um die Ausdehnung und Erneuerung von Schutzwäldern, andererseits um Ersatzflächen für baubedingte Rodungen.

#### Unproduktive Flächen
Die unproduktiven Flächen werden von Fels, Geröll, Schneeflächen, Gletschern und nicht nutzbarer Vegetation oberhalb der Baumgrenze dominiert. Aber auch Seen, Fliessgewässer und Feuchtgebiete zählen dazu. Besonders in Gebirgsregionen ist der Anteil unproduktiver Flächen sehr hoch. In den westlichen Zentralalpen beträgt er 55,3 %, in den östlichen Zentralalpen 44,6 %, auf der Alpensüdseite 33,5 % und in den nördlichen Voralpen 24,2 %. Deutlich geringer fällt der Anteil im Mittelland mit 10,2 % (wobei hier stehende Gewässer überwiegen), im Jura beträgt er lediglich 1,1 %.
Die unkultivierten Flächen in den Bergen bleiben dennoch nicht ungenutzt, sie werden vom Tourismus und zur Gewinnung von elektrischer Energie durch Wasserkraft beansprucht. Wassereinbrüche, Erdrutsche, Lawinen und Überschwemmungen können die alpine Landschaft drastisch verändern. Die Bevölkerung nutzt 0,2 % dieser Fläche zur Errichtung von Schutzbauwerken gegen Naturgefahren. Ein noch geringerer Anteil entfällt auf Verkehrswege mit zahlreichen Kunstbauten. Im Mittelland werden Seen und Fliessgewässer in der Nähe von Wohngebieten für Freizeitaktivitäten und als Erholungsraum genutzt. Feuchtgebiete und Naturreservate tragen zur Erhaltung der Biodiversität bei.

### Wohnbevölkerung

Entwicklung der ständigen Wohnbevölkerung der Schweiz zwischen 1861 und 2023

Im März 2014 zählte die Schweiz 8'160'900 Einwohner (Ende 2008: 7'701'856 Einwohner). Damit liegt das Land weltweit gesehen auf dem 96. Platz. Die Entwicklung der Schweizer Bevölkerung wird seit 1798 systematisch erhoben, als die Regierung der Helvetischen Republik die erste Volkszählung anordnete. Seit 1850 werden diese alle zehn Jahre vom Bund durchgeführt.

#### Verstädterung
Die Bevölkerung der Schweiz ist stark städtisch geprägt. Im Jahr 2007 lebten 73,6 % aller Einwohner in einer städtischen Siedlung. Als Stadt gilt statistisch gesehen jede Gemeinde mit mehr als 10'000 Einwohnern. Das Bundesamt für Statistik unterscheidet in seinem 2007 erschienenen dynamischen Raumkonzept 50 Agglomerationen (basierend auf der Volkszählung 2000). Diese bestehen aus einer Kernstadt und angrenzenden Gemeinden mit zusammen mindestens 20'000 Einwohnern, wobei die Nachbargemeinden baulich und wirtschaftlich stark auf die Kerngemeinden ausgerichtet sein müssen. Zehn Agglomerationen reichen über die Staatsgrenzen hinaus. Daneben gibt es fünf «isolierte Städte» ohne Randgemeinden (Davos, Einsiedeln, Langenthal, Lyss, Martigny).
Die Ballungsräume Zürich, Basel und Genf-Lausanne werden vom Bundesamt für Statistik als Metropolitanräume definiert. Diese umfassen funktional eng verbundene und räumlich zusammenhängende Agglomerationssysteme. Gemäss Raumkonzept 2007 wurden die Ballungsräume Bern und Tessin wegen ihrer im europäischen Vergleich geringen Grösse herabgestuft. Bern bildet nun das Zentrum eines multipolaren Agglomerationssystems, während das südliche Tessin zum Einzugsgebiet der italienischen Millionenstadt Mailand gehört.
Zehn Städte zählten im Jahr 2008 mehr als 50'000 Einwohner: Zürich (380'777), Genf (189'033), Basel (165'566), Lausanne (130'421), Bern (127'515), Winterthur (104'468), Luzern (79'478), St. Gallen (74'111), Lugano (61'837) und Biel/Bienne (52'351).

#### Räumliche Verteilung

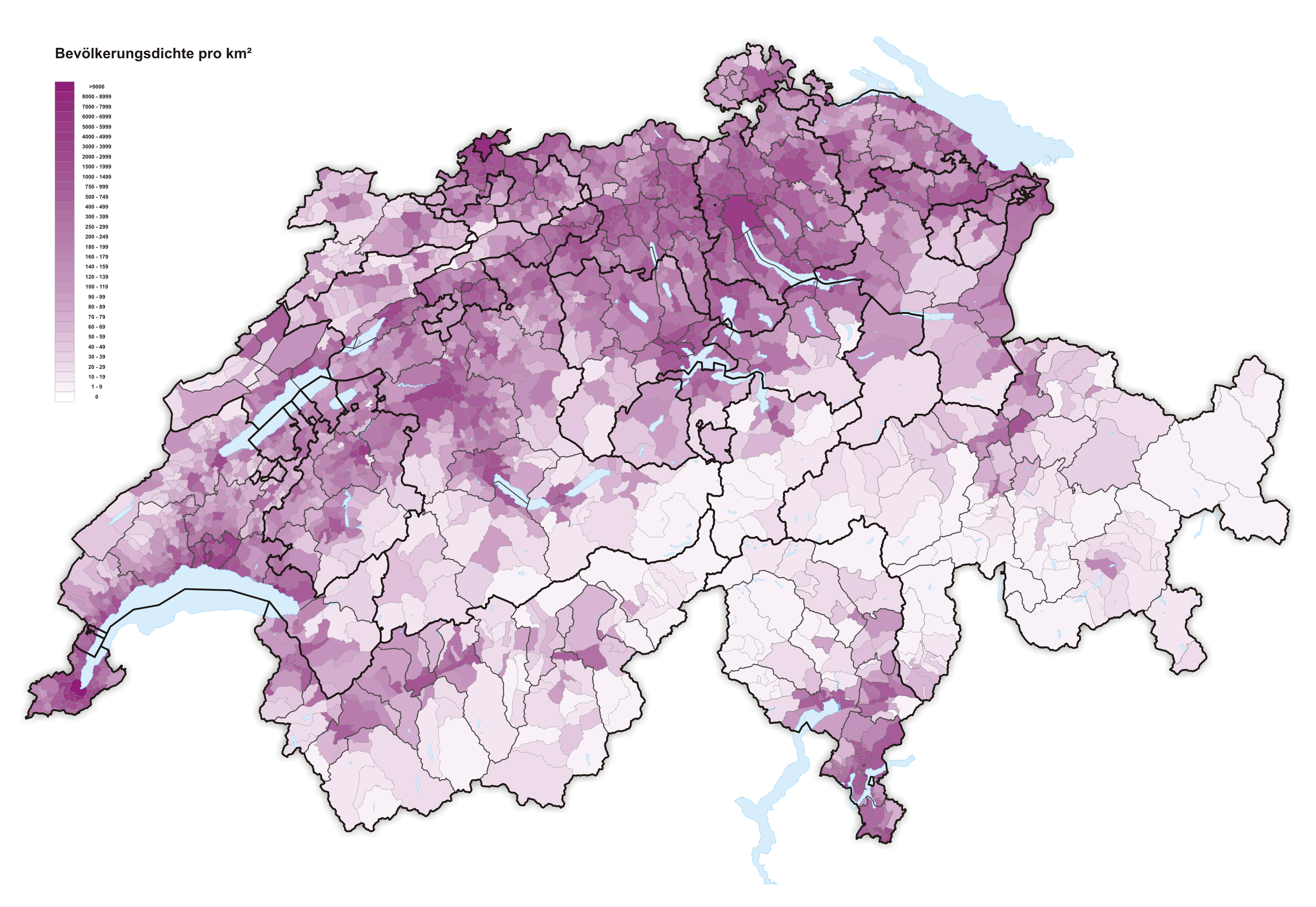
Bevölkerungsdichte (2015)

Einen grossen Einfluss auf die räumliche Verteilung hat die Topografie des Landes; so konzentriert sich die Bevölkerung hauptsächlich auf das relativ flache Mittelland. Mit einer Bevölkerungsdichte von rund 450 Einw./km² handelt es sich um eine der am dichtesten besiedelten Regionen Europas.
Zwischen den im Mittelland gelegenen Kantonen und jenen in den Alpen gibt es grosse Unterschiede bezüglich der Bevölkerungsdichte. Als bevölkerungsreichster Flächenkanton weist Zürich mit 771 Einw./km² auch die höchste Dichte auf (die Kantone Basel-Stadt und Genf sind aufgrund ihrer überwiegend urbanen Struktur nicht vergleichbar). Es folgen Basel-Landschaft mit 524 Einw./km², Zug mit 462 Einw./km² und Aargau mit 421 Einw./km². Im Gegensatz dazu weisen beispielsweise die alpinen Kantone Graubünden (27 Einw./km²) und Uri (33 Einw./km²) eine sehr niedrige Dichte auf. In den Alpen konzentriert sich die Bevölkerung auf die Täler, wobei das Rhonetal im Wallis und das Rheintal in Graubünden besonders hervorzuheben sind.

#### Sprachen

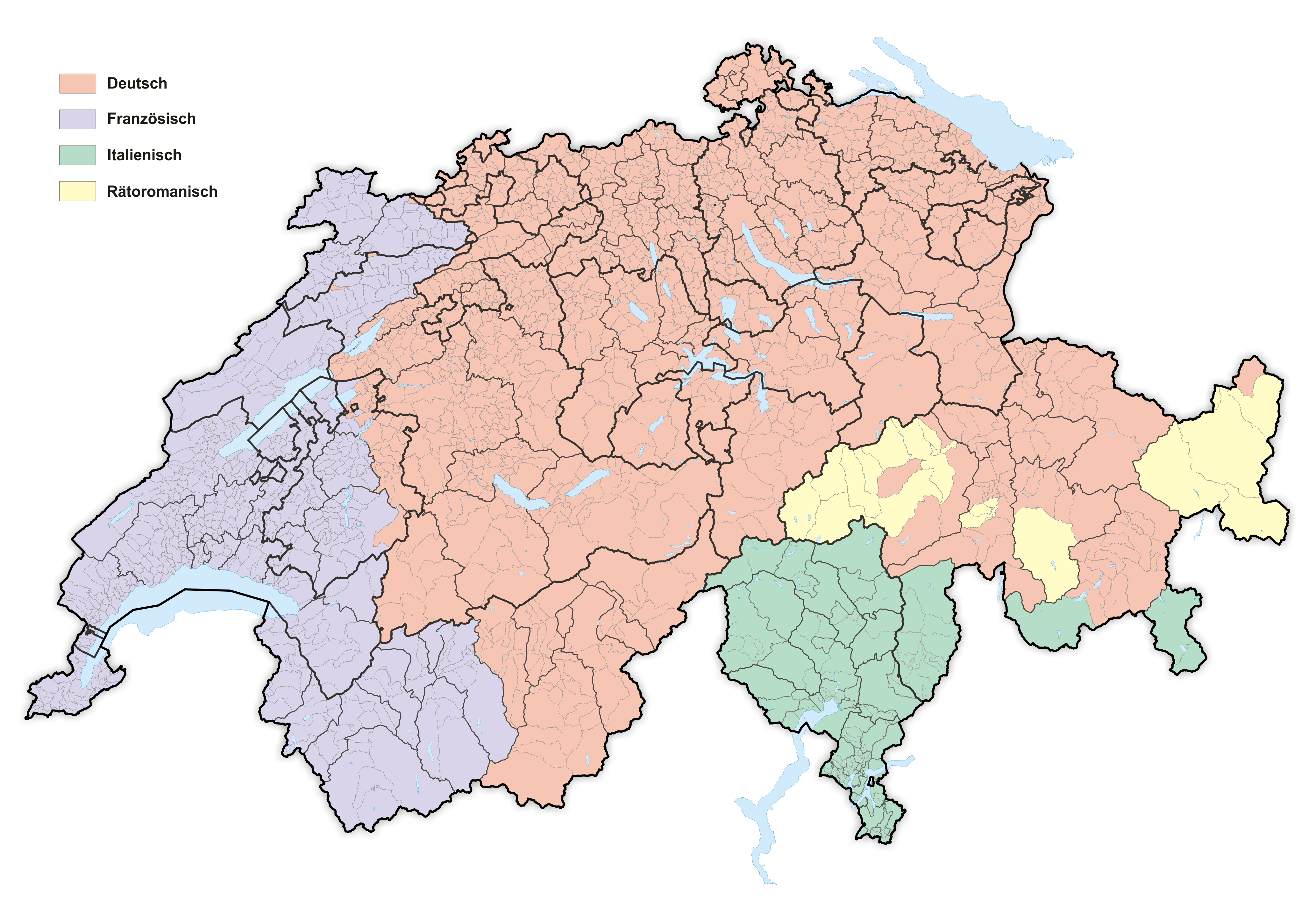
Sprachgebiete der Schweiz – Mehrheitsverhältnis nach der Volkszählung 2000; Karte mit einem Gemeindebestand per 1. Januar 2019.

Die Schweiz kennt laut Bundesverfassung vier Landessprachen: Deutsch, Französisch, Italienisch und Rätoromanisch. Bei der Volkszählung 2000 gaben 63,7 % Deutsch als Hauptsprache an, 20,4 % Französisch, 6,5 % Italienisch, 0,5 % Romanisch und 8,9 % eine Nicht-Landessprache.
Die Deutschschweiz umfasst Gebiete in der Nordwestschweiz, der Ostschweiz und der Zentralschweiz sowie in grossen Teilen der Schweizer Alpen, die überwiegend deutschsprachig sind. 17 der 26 Kantone sind einsprachig deutsch. Zwar gilt das Schweizer Hochdeutsch als Amtssprache, doch verwendet die einheimische Bevölkerung beim Sprechen überwiegend einen schweizerdeutschen Dialekt des Alemannischen; eine Ausnahme bildet Samnaun mit einem südbairischen Dialekt. In der Romandie im Westen des Landes herrscht Französisch vor. Das Schweizer Französisch unterscheidet sich nur marginal von der in Frankreich gesprochenen Hochsprache. Französische Dialekte (Patois) werden von einer verschwindend geringen Anzahl Personen gesprochen. Sie gehören überwiegend zum Frankoprovenzalischen, im Kanton Jura zum Franc-Comtois. Einsprachig französisch sind die Kantone Genf, Jura, Neuenburg und Waadt. Drei Kantone sind offiziell französisch- und deutschsprachig: Bern mit deutscher Mehrheit, Freiburg und Wallis jeweils mit französischer Mehrheit. Die Sprachgrenze zwischen Deutschschweiz und Romandie wird als «Röstigraben» bezeichnet.
Zur italienischsprachigen Schweiz gehören der Kanton Tessin sowie die Täler Bergell, Calanca, Misox und Puschlav im Kanton Graubünden. Hinzu kommt eine grosse Zahl italienischer Einwanderer in den übrigen Landesteilen. Das Schweizer Italienisch unterscheidet sich von der in Italien gesprochenen Sprache durch deutsche und französische Einflüsse auf das Vokabular. Der Gebrauch lombardischer Dialekte nimmt stark ab. Die geringste Sprecherzahl weist Rätoromanisch auf, im Kanton Graubünden neben Deutsch und Italienisch eine von drei Amtssprachen. Das Rätoromanische verliert seit dem 19. Jahrhundert gegenüber dem Deutschen fortlaufend an Boden. Es gibt drei Gebiete, in denen die Sprache noch vorherrschend ist; die Surselva, der Oberhalbstein und das Unterengadin (inkl. Val Müstair). Einen starken Rückgang verzeichneten hingegen das Schams und das Oberengadin (siehe Traditionell rätoromanischsprachiges Gebiet Graubündens).
Nicht-Landessprachen werden fast ausschliesslich von Einwanderern als Hauptsprache gesprochen. Am häufigsten waren im Jahr 2000 Serbisch/Kroatisch (1,4 %), Albanisch (1,3 %), Portugiesisch (1,2 %), Spanisch (1,1 %), Englisch (1,0 %) und Türkisch (0,6 %). Serbisch und Kroatisch haben ihr Schwergewicht in der Deutschschweiz, ebenso Albanisch und Türkisch. Besonders stark in der Romandie vertreten ist Portugiesisch, während Spanisch gleichmässig verteilt ist. Englisch konzentriert sich auf die Regionen um Basel, Genf und Zürich sowie auf Tourismusgebiete in der Westschweiz.

#### Religionen

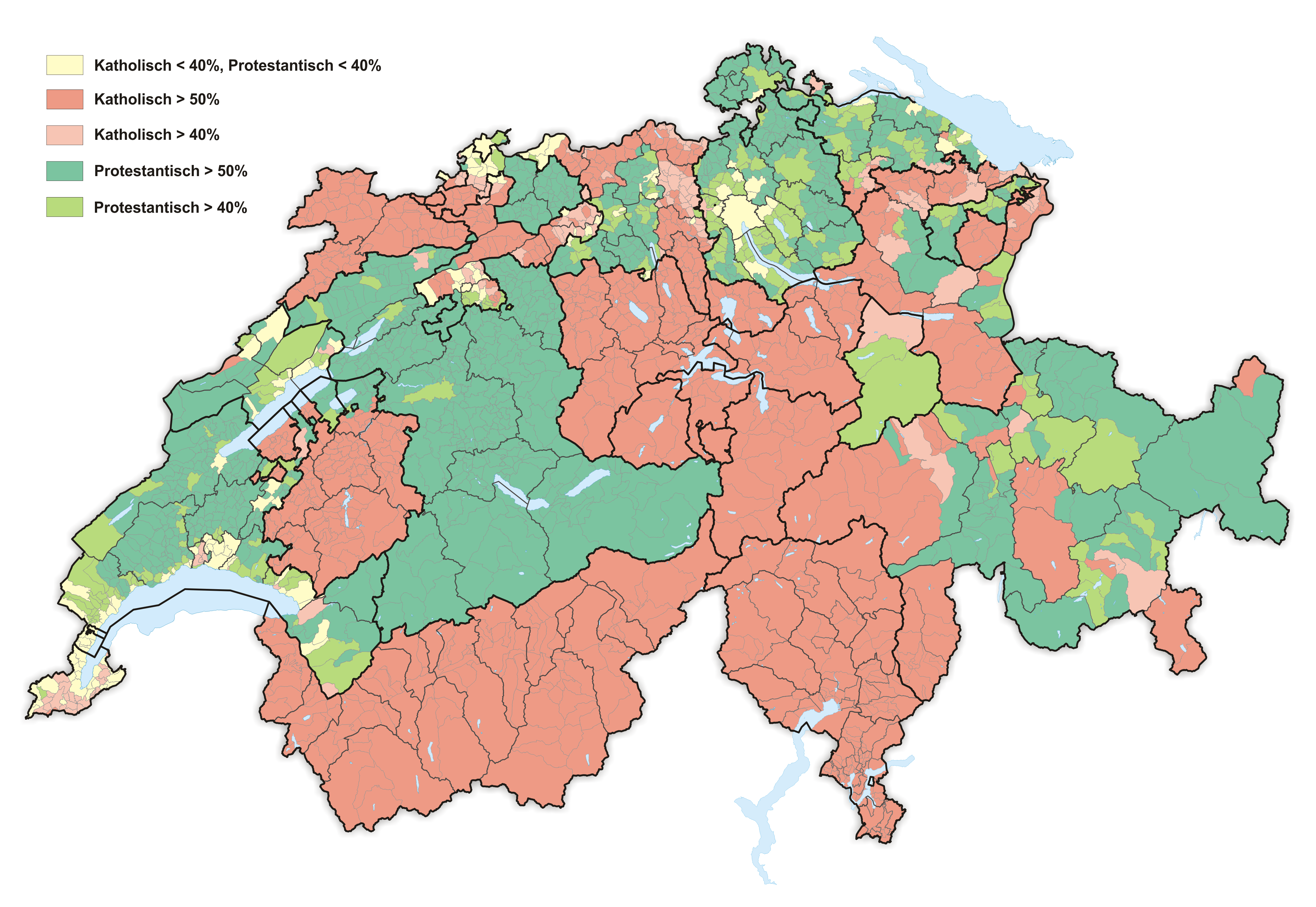
Verteilung der Konfessionen (1. Januar 2017)

Die grössten Religionsgemeinschaften der Schweiz sind gemäss Volkszählung 2000 mit weitem Abstand die Römisch-katholische Kirche (41,82 %) und die Evangelisch-reformierte Kirche (33,04 %). Es folgen der Islam (4,26 %), die Christlich-orthodoxen Kirchen (1,81 %) und sonstige protestantische Gemeinschaften (1,44 %). Ohne Religionszugehörigkeit waren 11,11 %.
Traditionell überwiegend protestantisch sind die Kantone Appenzell Ausserrhoden, Basel-Landschaft, Basel-Stadt, Bern, Neuenburg, Schaffhausen, Thurgau, Waadt und Zürich. Traditionell überwiegend katholisch sind die Kantone Appenzell Innerrhoden, Freiburg, Jura, Luzern, Nidwalden, Obwalden, Schwyz, Solothurn, Tessin, Uri, Wallis und Zug. Konfessionell gemischt sind die Kantone Aargau, Genf, Glarus, Graubünden und St. Gallen. Allgemein ist eine starke Verwischung der in früheren Jahrhunderten geographisch strikte voneinander getrennten Konfessionen feststellbar, vor allem im Umfeld der grossen Städte. Die kleinste Landeskirche, die Christkatholische Kirche, ist auf die Nordwestschweiz konzentriert, kleinere protestantische Gruppen in der Westschweiz. Muslime leben überwiegend in Mittel- und Grossstädten, fast die Hälfte aller Juden in den Städten Zürich und Genf. Der Anteil der Konfessionslosen ist in protestantischen Gebieten tendenziell höher als in katholischen.

### Raumplanung
Das 2013 revidierte Raumplanungsgesetz regelt die Raumentwicklung der Schweiz. Oberziel ist der haushälterische Umgang mit dem nicht vermehrbaren Boden.

### Wirtschaft und Verkehr
Im Jahr 2009 zählte die Schweiz 4'529'000 Erwerbstätige, davon 3,6 % im Primärsektor, 23,0 % im Sekundärsektor und 73,4 % im Tertiärsektor. Der Anteil der Männer beträgt 54,6 %, jener der Frauen 45,4 %. Die Arbeitsstätten sind überwiegend in fünf Wirtschaftszentren konzentriert. Es sind dies der Genferseebogen (arc lémanique), die Regionen Zürich, Bern und Basel sowie das südliche Tessin. Im Zeitraum von 1995 bis 2005 erhöhte sich die Konzentration in Zürich, am Genfersee und in Bern, auf Kosten von Basel und dem Südtessin. Von 2001 bis 2005 verzeichnete der Genferseebogen als einzige Region ein starkes Beschäftigungswachstum. Im selben Zeitraum mussten Basel, Bern und Zürich Verluste hinnehmen.

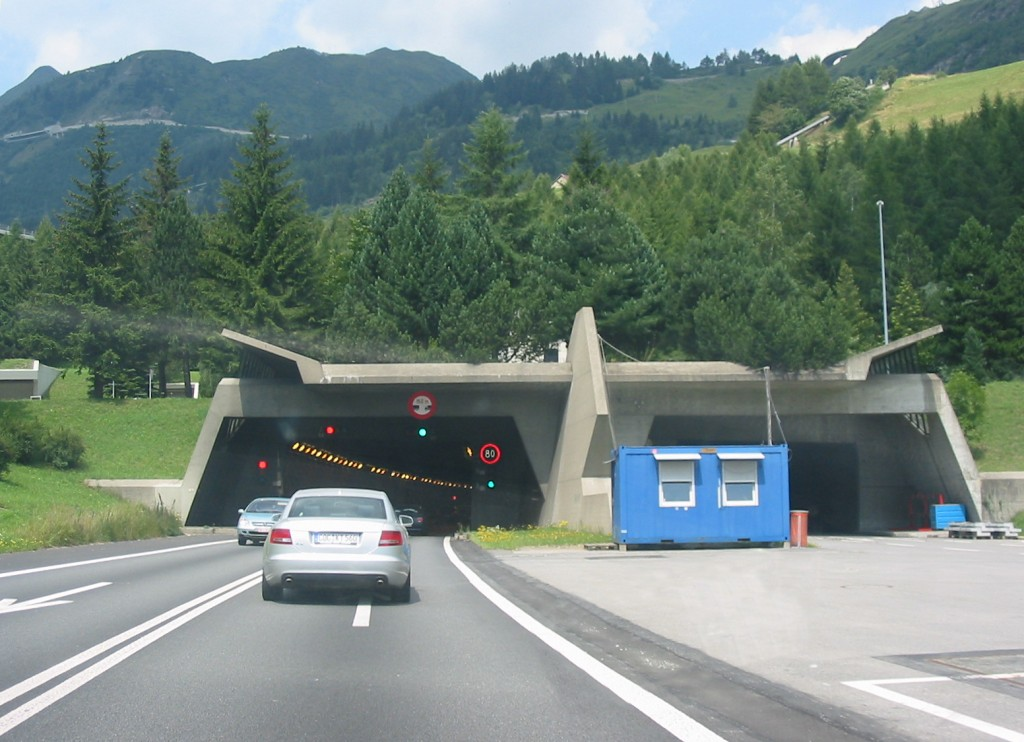
Südportal des Gotthard-Strassentunnels

Die Gründung der Schweizerischen Eidgenossenschaft entstand auch aus dem Wunsch heraus, die Gebirgspässe über die Alpen zu kontrollieren, welche den Nord-Süd-Transitverkehr ermöglichen. So ist die Geschichte der Schweiz von der Überwindung und Verteidigung des Gebirges geprägt; dazu gehören beispielsweise die Kontrolle des Gotthardpasses durch die Waldstätte, Warentransporte durch Saumtiere, der von Napoleon Bonaparte angeordnete Ausbau des Simplonpasses, der Bau von alpenquerenden Eisenbahnstrecken und Autobahnen sowie die Reduitfestungen während des Zweiten Weltkriegs. Die Bevölkerung ist auf das Mittelland konzentriert, was wiederum zu einer Konzentration der Verkehrswege zwischen den städtischen Ballungsräumen dieser Region führt. Das Verkehrsnetz ist einerseits auf Ost-West-Verbindungen im Mittelland ausgerichtet, andererseits auf den Nord-Süd-Verkehr über die Alpen. Aufgrund der Notwendigkeit, Bergketten zu passieren, weisen die Verkehrsnetze zahlreiche Pässe und Tunnel auf.

## Schutzgebiete

### Parks von nationaler Bedeutung
Nationale Schutzgebiete in der Schweiz werden unter dem Gattungsnamen Pärke von nationaler Bedeutung zusammengefasst und in die Kategorien Nationalpark, Regionaler Naturpark und Naturerlebnispark unterteilt. Das Bundesamt für Umwelt richtet globale Finanzhilfen für die Einrichtung und den Betrieb eines Schutzgebiets aus. Es kontrolliert bestimmte Kriterien und erteilt Gütesiegel für einen Zeitraum von zehn Jahren, die erneuert werden können. Das Bundesamt wird allerdings nicht von sich aus tätig; die Initiative für die Einrichtung eines Parkgebiets muss von Kantonen und lokalen Interessengruppen ausgehen.

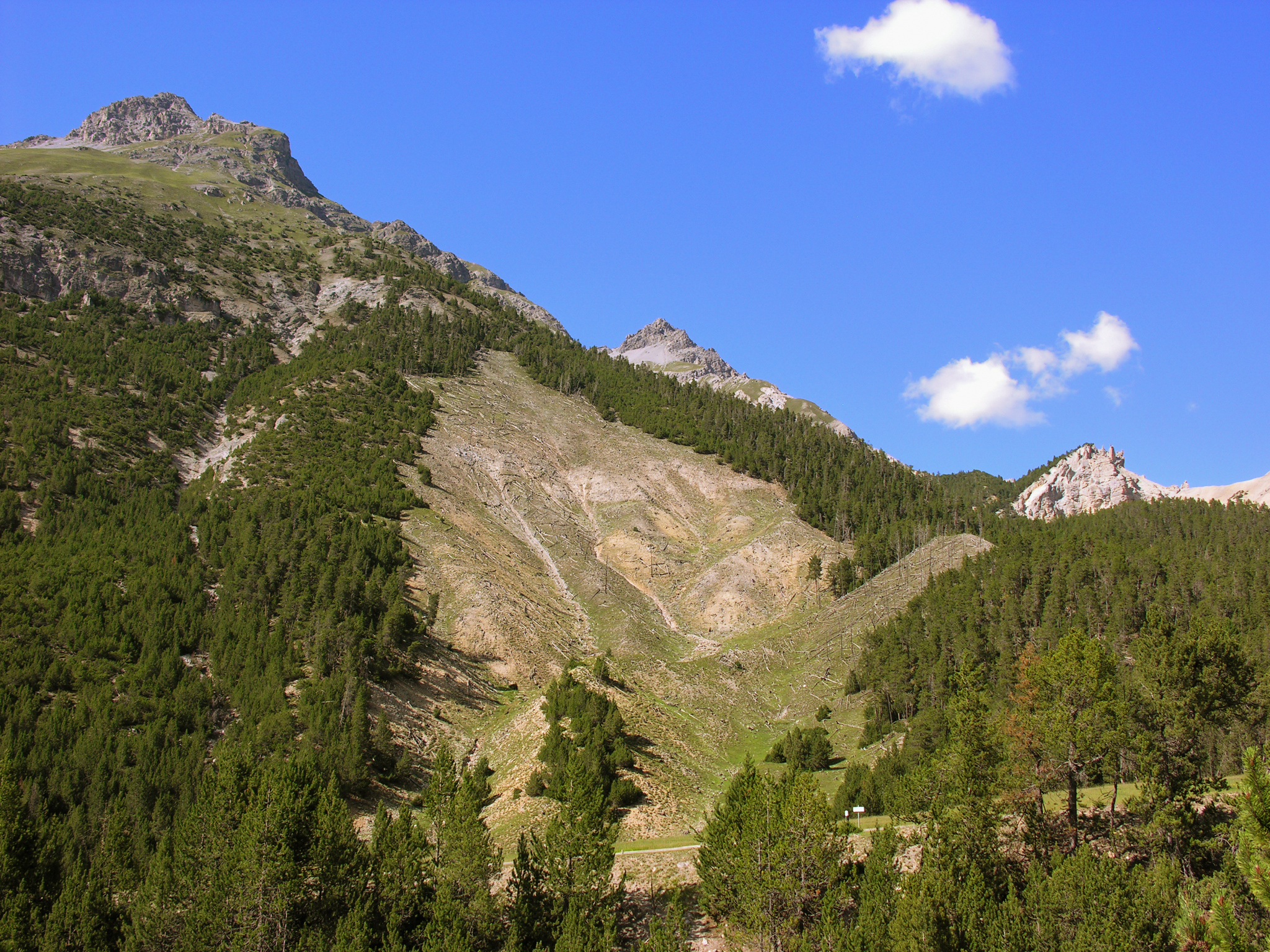
Landschaft im Nationalpark

Der Schweizerische Nationalpark im Kanton Graubünden ist der einzige Nationalpark des Landes. Er liegt im Engadin und im Val Müstair, grenzt an Italien und wurde 1914 geschaffen. Nach verschiedenen Erweiterungen weist er im Jahr 2009 eine Fläche von 170,3 km² auf. Gemäss den Kriterien der Weltnaturschutzunion ist der Nationalpark als Reservat der Kategorie Ia eingestuft und geniesst somit höchstmöglichen Schutz.
Unter der Federführung der Naturschutzorganisation Pro Natura gibt es Bestrebungen, in der Schweiz einen zweiten Nationalpark zu schaffen. Am weitesten fortgeschritten sind die Bemühungen im Adula-Gebiet. Der geplante Parc Adula an der Grenze der Kantone Tessin und Graubünden soll Gebiete in der Surselva, um den Rheinwaldhorn, im Misox und im Calancatal umfassen. Ende November 2016 hatten sich in einer Volksabstimmung jedoch 8 von 17 Gemeinden gegen den Park ausgesprochen, so dass Projekt vorerst nicht weitergehen wird.
Rückschläge erlitt auch das Projekt eines Nationalparks in den Seitentälern des Valle Maggia nördlich von Locarno, nachdem das Gemeindeparlament von Cevio im Jahr 2009 die weitere Unterstützung verweigert hatte. In einer Volksabstimmung am 10. Juni 2018 in acht betroffenen Gemeinden der Region lehnten sechs Gemeinden das Projekt ab, nur die peripher gelegenen Gemeinden Ascona und Bosco Gurin stimmten zu. Insbesondere die Jäger befürchteten ungewollte Beschränkungen ihrer Aktivitäten.
Es gibt 15 regionale Naturparks und einen Naturerlebnispark (Wildnispark Zürich (Sihlwald und Tierpark Langenberg)). Darüber hinaus ist der Nationalpark seit 1979 ein Biosphärenreservat der UNESCO. Diesen Status besitzt seit 2001 auch das Entlebuch und seit 2017 das Val Müstair. Ebenfalls unter Schutz stehen kantonale Schutzgebiete, Auengebiete von nationaler Bedeutung sowie Objekte im Bundesinventar der Landschaften und Naturdenkmäler von nationaler Bedeutung.

### UNESCO-Welterbe in der Schweiz
Zurzeit werden zwölf Objekte in der Schweiz von der UNESCO als Welterbe anerkannt. Davon gehören drei zur Kategorie Weltnaturerbe und sieben zur Kategorie Weltkulturerbe.

#### Weltnaturerbe
«Schweizer Alpen Jungfrau-Aletsch» ist ein 823,9 km² grosses hochalpines Gebiet in den Kantonen Bern und Wallis. Es umfasst unter anderem den Aletschgletscher und die drei bekannten Berge Eiger, Mönch und Jungfrau. Das Welterbe wurde 2001 eingerichtet; es hiess zunächst Jungfrau-Aletsch-Bietschhorn und war 538,9 km² gross. Im Jahr 2007 erfolgte eine Erweiterung um 285 km², was mit einer Umbenennung verbunden war. Das Welterbe gilt als herausragendes Beispiel für die Entstehung der Alpen und der zugrundeliegenden geologischen Mechanismen. Aufgrund des markanten Höhenunterschieds (von 800 bis 4207 m ü. M.) und der unterschiedlichen klimatischen Bedingungen bietet das Welterbe eine grosse Vielfalt an Tieren und Pflanzen. Aufgrund der globalen Erwärmung ziehen sich die Gletscher zurück und in den freiwerdenden Flächen siedeln sich neue Pflanzen an.

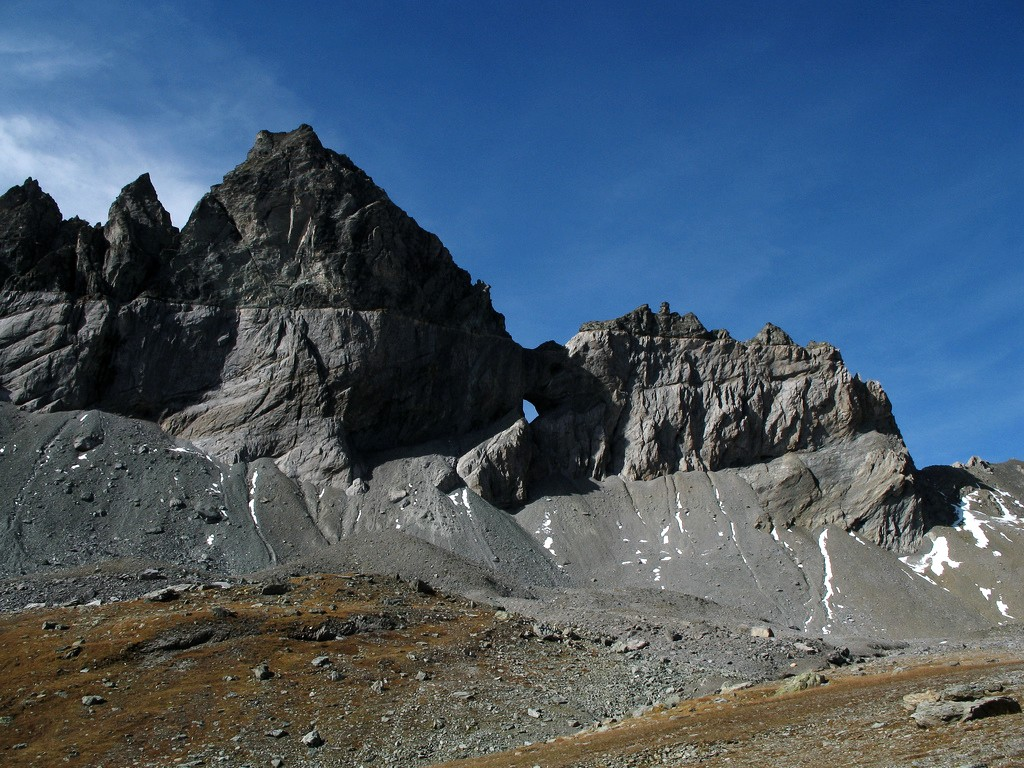
Glarner Hauptüberschiebung mit dem Martinsloch

Der Monte San Giorgio ist ein Berg im südlichen Tessin, zwischen den beiden südlichen Armen des Luganersees. 2003 erklärte die UNESCO ein 13,89 km² grosses Gebiet an diesem Berg zum Weltnaturerbe, da er aufgrund der enormen Mengen an Fossilien als bester Zeuge des Meereslebens der Triaszeit (vor 245 bis 230 Millionen Jahren). Damals befand sich an dieser Stelle eine tropische Lagune, die eine grosse Vielfalt von versteinerten Pflanzen und Tieren hinterliess.
Die Glarner Hauptüberschiebung (offiziell Tektonikarena Sardona genannt) ist seit 2008 das dritte Weltnaturerbe der Schweiz. Dieses 328,5 km² grosse Gebiet liegt um den Piz Sardona im Grenzbereich der Kantone Glarus, Graubünden und St. Gallen. Hier lassen sich tektonische Prozesse auf anschauliche Weise im Gelände beobachten. Ältere Gesteinsschichten überlagern deutlich jüngere, was zur Erkenntnis der Gebirgsbildung durch Überschiebung von Gebirgsdecken führte. Ausserdem ist hier das grösste nacheiszeitliche Steinschlaggebiet der Zentralalpen zu finden.

#### Weltkulturerbe

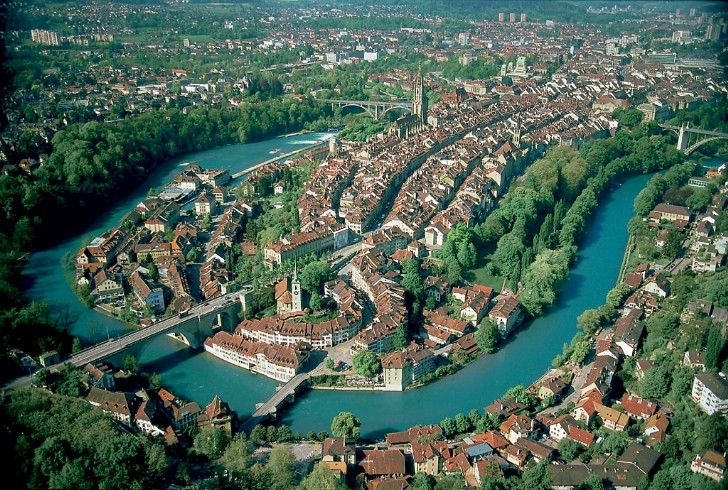
Berner Altstadt

Die älteste Teil der Bundesstadt Bern ist die in einer Flussschleife gelegene Berner Altstadt, die 1983 ins Weltkulturerbe aufgenommen wurde. Die meisten Gebäude stammen aus dem 18. Jahrhundert, einige reichen bis ins 15. Jahrhundert zurück.
Das Benediktinerinnenkloster St. Johann in Müstair (Weltkulturerbe seit 1983) geht auf eine Stiftung Karls des Grossen um das Jahr 800 zurück. Karolingische Fresken in der Klosterkirche zeugen von anderweitig nahezu nicht mehr vorhandener frühmittelalterlicher sakraler Bilddarstellung.
Die Fürstabtei St. Gallen (Weltkulturerbe seit 1983) gehörte von ihrer Gründung im 8. Jahrhundert bis zur Auflösung 1805 zu den bedeutendsten Klöstern Europas. Von hohem kulturellen Wert ist insbesondere die Stiftsbibliothek.
In der Tessiner Kantonshauptstadt Bellinzona stehen die drei Burgen von Bellinzona (Weltkulturerbe seit 2000). Es sind dies Castelgrande, Castello di Montebello und Castello di Sasso Corbaro. Zusammen mit Mauern und Wällen sind sie ein herausragendes Beispiel einer spätmittelalterlichen Wehranlage.

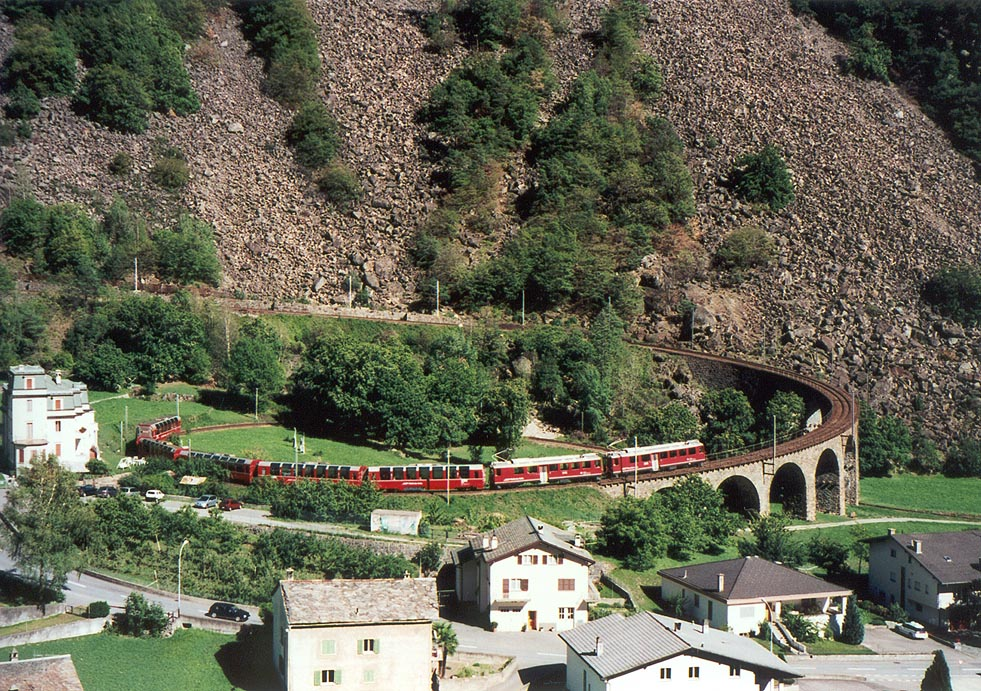
Kreisviadukt von Brusio der Berninabahn

Die Weinbauterrassen der Region Lavaux erstrecken sich zwischen Lausanne und Montreux entlang dem Nordufer des Genfersees. Die von Steinmauern gestützten Terrassen sind ein herausragendes Beispiel für eine seit Jahrhunderten gepflegte Kulturlandschaft. Ein 8,98 km² grosses Gebiet ist seit 2007 als Weltkulturerbe klassifiziert.
Seit 2008 gehören die Albulabahn und die Berninabahn zum Weltkulturerbe. Diese Strecken der Rhätischen Bahn verbinden Chur mit St. Moritz und Tirano. Sie besitzen Dutzende von Viadukten und Tunnels von hohem historischen und architektonischen Wert.
Die Städte La Chaux-de-Fonds und Le Locle (Weltkulturerbe seit 2009) stellen eine Symbiose zwischen Urbanistik und Industrie dar. Die Stadtstruktur ordnete sich im 18. und frühen 19. Jahrhundert ganz den Bedürfnissen der dort dominierenden Uhrenindustrie unter.

## Geographische Forschung in der Schweiz

### Von den Pionieren bis zur universitären Forschung

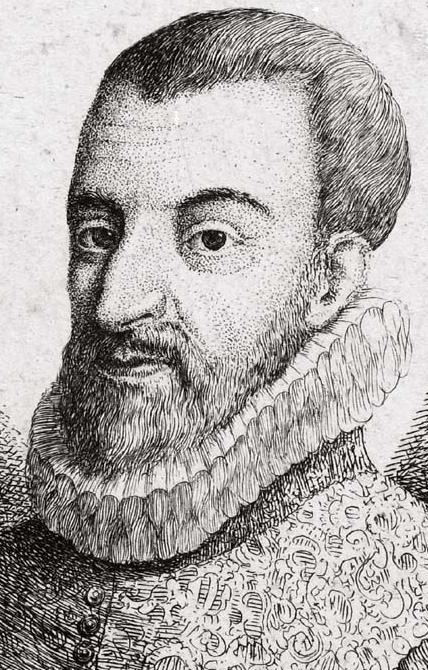
Aegidus Tschudi

Als Pioniere der beschreibenden Geographie bzw. Landeskunde der Schweiz gelten Konrad Türst, Johannes Stumpf und Aegidius Tschudi. Sie waren die ersten, die grobe Gesamtkarten des Landes zeichneten. Nach ihnen folgte Josias Simler, der 1574 die erste ausschliesslich den Alpen gewidmete topografische Beschreibung veröffentlichte. Ebenfalls von Bedeutung sind Johann Jakob Scheuchzer und Albrecht von Haller; ersterer für seine Vermessungen in den Alpen, letzterer für seine exakten Beschreibungen, die seinen Ruf als ausserordentlicher Kartograf des 18. Jahrhunderts begründeten. Horace-Bénédict de Saussure erforschte die Alpen und fertigte für seine Erkundungen Messinstrumente an. Auf diese Instrumente griff unter anderem Alexander von Humboldt bei seinen Expeditionen zurück.
Im 19. Jahrhundert entwickelte sich die Geographie zu einer Disziplin der Naturwissenschaften. Verschiedene Forscher untersuchten den Ursprung der Alpen und der Gletscher, allen voran Bernhard Studer in Bern, Louis Agassiz in Neuchâtel, Ludwig Rütimeyer in Basel und Albert Heim in Zürich. Diese Wissenschaftler lehrten auch Geologie oder Biologie, weil es damals noch keinen eigentlichen Lehrstuhl für Geographie gab.
Universitäre Lehrstühle für Geographie wurden 1886 in Bern, 1895 in Zürich, 1896 in Fribourg und 1912 in Basel gegründet, jener an der ETH Zürich folgte 1915. In dieser Epoche waren die Lehrstühle mit verschiedenen wissenschaftlichen Fakultäten verbunden, dem bestehenden Wissenschaftssystem des 19. Jahrhunderts entsprechend. In der Ära zwischen 1886 und 1915 war die Geomorphologie als Studienthema vorherrschend, während in der Ära bis 1945 die Ethnologie nach und nach an Bedeutung gewann. Zürich führte die Agrargeographie ein, Genf die politische Geographie und Fribourg die Geopolitik.
Nach 1945 erfuhr die physische Geographie ein hohes Mass an Spezialisierung, mit der Einführung von Teilgebieten wie der Hydrologie und der Klimatologie, während im Bereich der Humangeographie wirtschaftsgeographische Themen in den Vordergrund traten. Ab den 1980er Jahren gewannen die weltweite Umweltforschung und Studien in Entwicklungsländern zunehmend an Bedeutung.
Das wachsende Interesse an fernen Ländern hatte die Gründung mehrerer Gelehrtengesellschaften zur Folge. Geographische und ethnografische Gesellschaften bildeten sich 1858 in Genf, 1872 in Bern, 1878 in St. Gallen, 1885 in Neuchâtel, 1899 in Zürich, 1923 in Basel und 1995 im Kanton Tessin. 1970 erfolgte die Gründung der Schweizerischen Geographischen Gesellschaft, an deren Stelle 1989 der Verband Geographie Schweiz trat.

### Kartografie

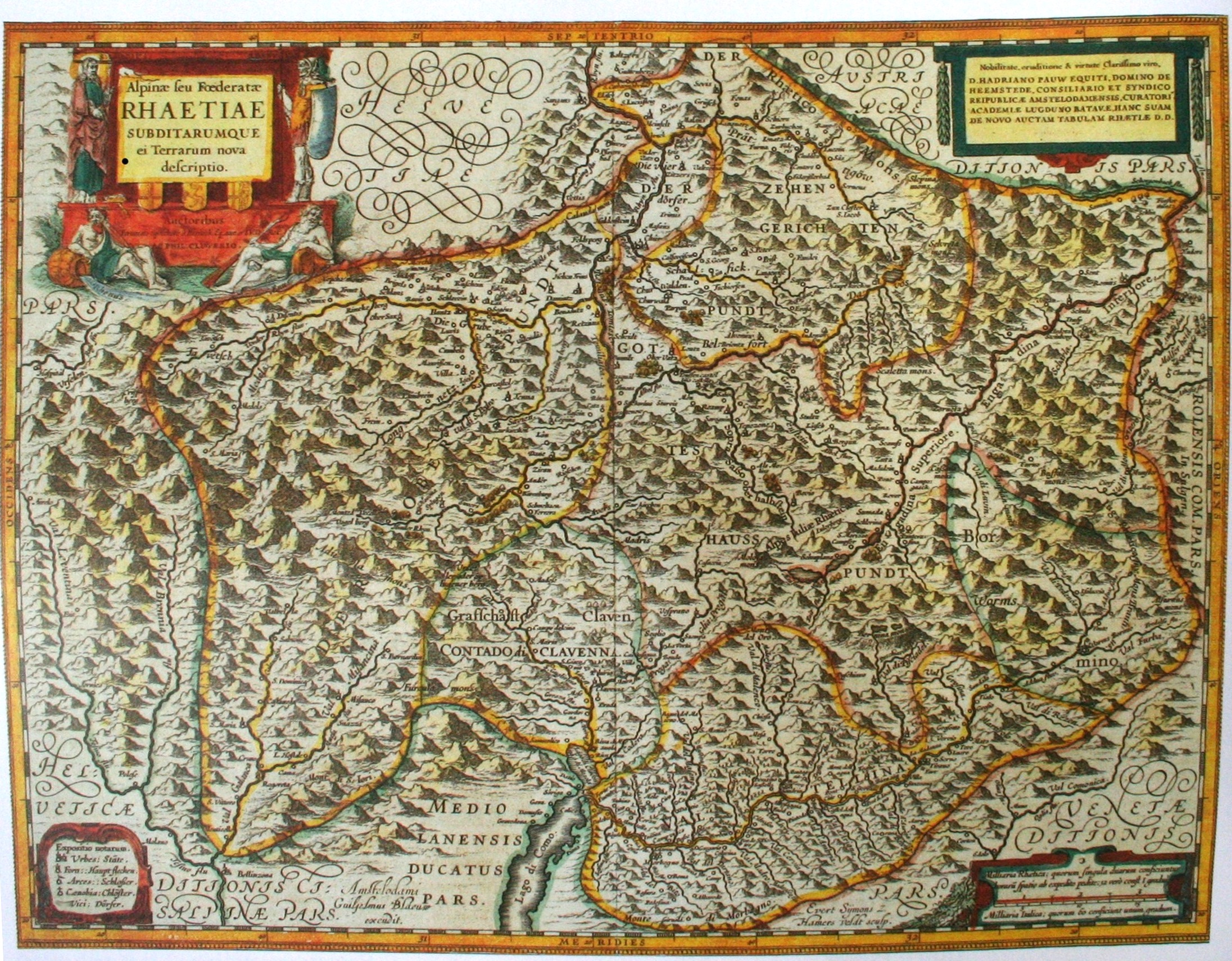
Karte der Drei Bünde (1618)

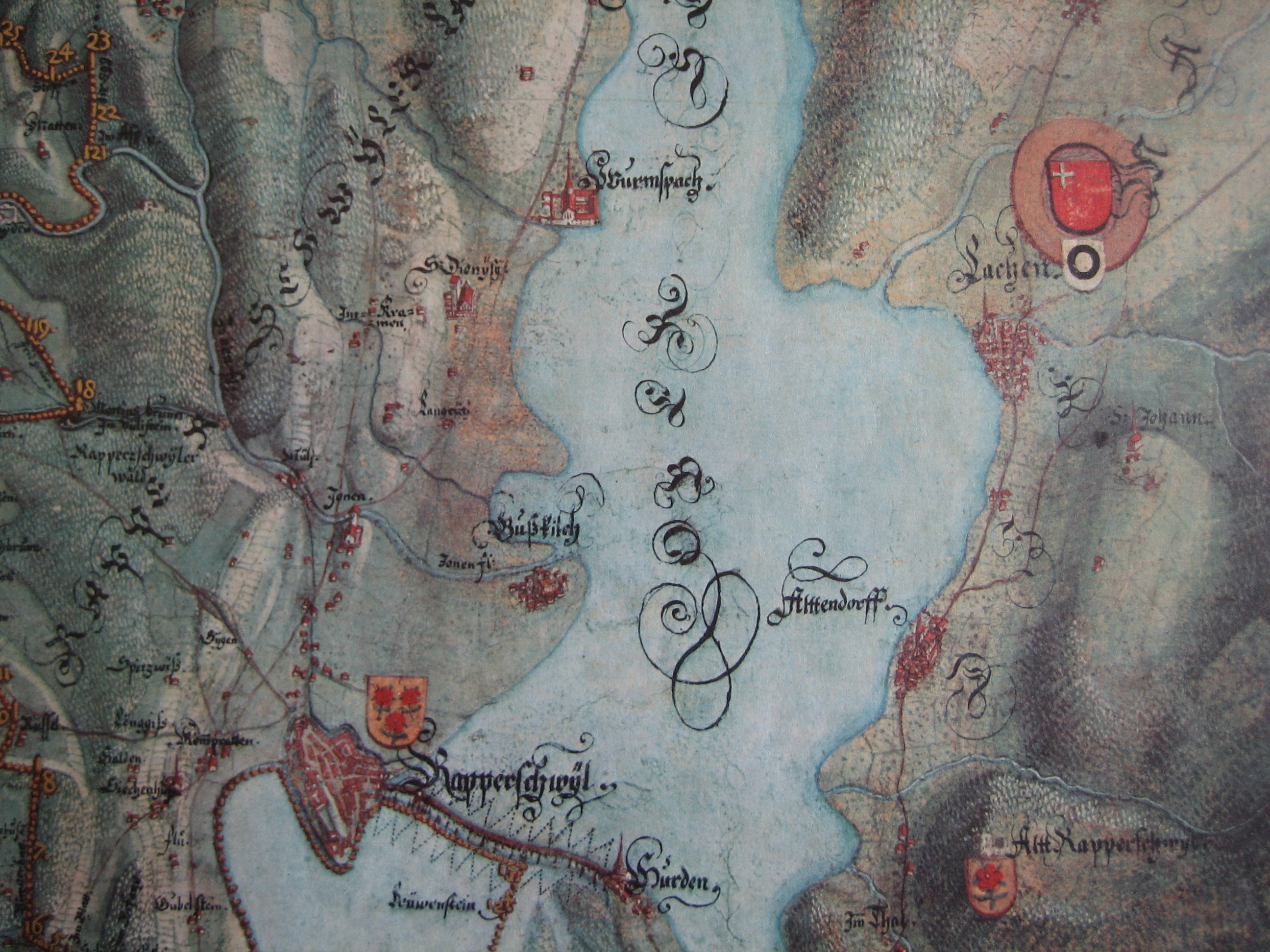
Mittlerer Teil des Zürichsees auf der 1667 fertiggestellten Karte des Kantons Zürich von Hans Conrad Gyger

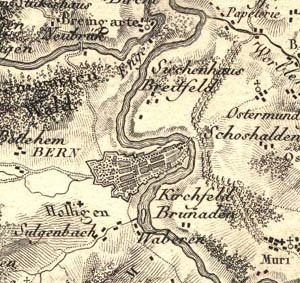
Bern im Atlas Suisse

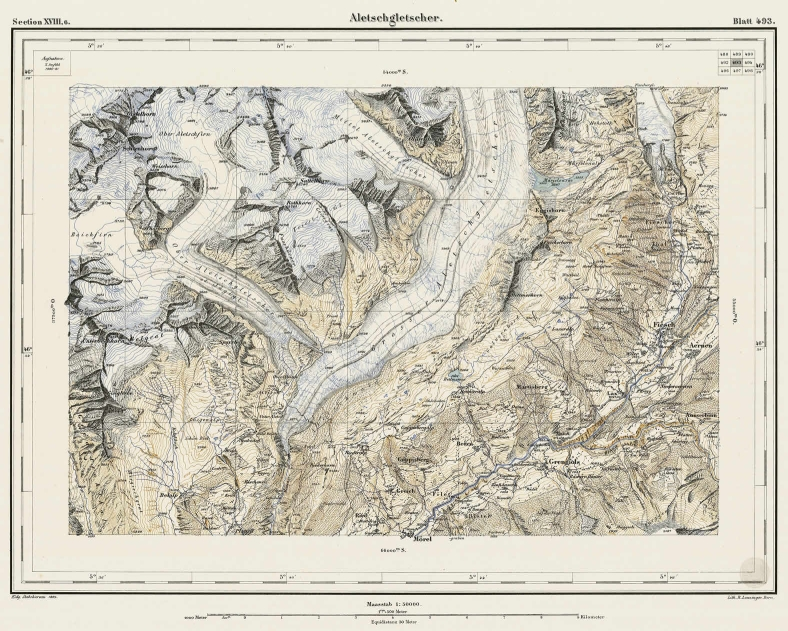
Aletschgletscher auf der Siegfriedkarte

Die erste bekannte Karte, die das heutige Territorium der Schweiz zeigt, ist die Tabula Peutingeriana, eine spätrömische Karte aus der zweiten Hälfte des 4. Jahrhunderts mit den wichtigsten Strassen und Städten des Römischen Reichs. Im 15. und 16. Jahrhundert entstanden mehrere Karten des Gebiets der Eidgenossenschaft. 1496 und 1497 schuf Konrad Türst zwei Karten auf Pergament, die aus der Kavalierperspektive Berge, Ortschaften und Wälder stilisiert darstellt. Sebastian Münster veröffentlichte 1538 eine von Aegidius Tschudi gezeichnete Karte; diese unabhängige, neu aufgenommene Primärkarte gilt als herausragende kartografische Leistung. Die ersten Karten einzelner Kantone datieren von 1566 (Zürich, Jos Murer), 1578 (Bern, Thomas Schöpf) und ca. 1600 (Luzern, Renward Cysat und Hans Heinrich Wägmann). Um 1600 zeichneten Jean Duvillard und Jacques Goulart Karten des Gebiets um den Genfersee. Ebenfalls erwähnenswert sind die Karten der Drei Bünde von 1618 (Fortunat Sprecher und Philipp Clüver) und des Vierwaldstättersees von 1645 (Johann Baptist Cysat).
Um die Mitte des 17. Jahrhunderts schuf Hans Conrad Gyger äusserst präzise Karten. Seine 1667 fertiggestellte Reliefkarte des Kantons Zürich gilt als Meisterwerk der plastischen Geländedarstellung. Er war der Erste, der eine Landschaft auf diese Art darstellte. Weil die Karte militärischer Geheimhaltung unterlag, hatte diese Pionierleistung mehrere Jahrzehnte lang keinen unmittelbaren Einfluss auf andere Kartografen. Gyger erstellte auch Grenz- und Zehntenpläne, die es den Behörden ermöglichten, leichter Grenzkonflikte beizulegen sowie Besitz- und Zehntenverhältnisse zu klären.
Im Gegensatz zum 17. Jahrhundert, als Kriegsingenieure die Kartografie prägten, waren im 18. Jahrhundert überwiegend zivile Landvermesser und Lehenskommissäre mit der Erstellung von Kartenwerken beschäftigt. Meist in privatem Auftrag schufen sie kunstvoll verzierte Pläne von Herrschaften und Gemarkungen, die in geringen Stückzahlen erschienen und militärischen Ansprüchen nicht genügen mussten. Diese Entwicklung hatte eine gewisse Stagnation der Kartografie in der Schweiz zur Folge. Der zwischen 1796 und 1802 erschienene Atlas Suisse von Johann Rudolf Meyer und Johann Heinrich Weiss umfasst 16 Karten im Massstab 1:120'000. Es handelte sich um die erste einheitliche Gesamtdarstellung der Schweiz seit Tschudi im Jahr 1538.
Im 19. Jahrhundert erforderten die strategischen Bedürfnisse der Armee und der Wunsch der Wissenschaftsgemeinde nach Geländekenntnissen eine präzise und homogene Karte des Landes. 1805 forderte Niklaus Rudolf von Wattenwyl von der Tagsatzung eine Beschleunigung der Vermessungsarbeiten. Hans Conrad Finsler führte von 1809 bis 1829 im Auftrag der eidgenössischen Militärkommission erste amtliche Vermessungen durch.
Ab 1832 war Guillaume-Henri Dufour zuständig für Vermessungen und die Erstellung der Topographischen Karte der Schweiz. Um die Arbeiten besser koordinieren zu können, beschloss er 1837 die Gründung des Eidgenössischen Topographischen Bureaus, das im darauf folgenden Jahr in Carouge seine Tätigkeit aufnahm. Es veröffentlichte in den Jahren 1845 bis 1865 die Typographische Karte (auch als Dufourkarte). Dieses erste amtliche Kartenwerk der Schweiz umfasst 25 schwarzweisse Blätter im Massstab 1:100'000; das Gelände wird durch Schattenschraffen dargestellt, wodurch es besonders plastisch wirkt.
Von 1866 bis 1879 leitete Hermann Siegfried das Topographische Bureau. Diese im Jahr 1865 nach Bern verlegte Dienststelle entwickelte sich zum Bundesamt für Landestopografie, das heute unter der Bezeichnung Swisstopo auftritt. Im Zeitraum von 1870 bis 1926 wurde der Topographische Atlas der Schweiz veröffentlicht, der allgemein als Siegfriedkarte bekannt ist. Das dreifarbige Kartenwerk ist auf 604 Blätter aufgeteilt; der Massstab beträgt 1:25'000 für das Mittelland und den Jura sowie 1:50'000 für die Alpen.
Massgeblich beeinflusst durch Eduard Imhof, dem Gründer des Instituts für Kartografie an der ETH Zürich, erschienen ab 1938 die ersten mehrfarbigen Blätter der Landeskarte der Schweiz. Das Kartenwerk war 1964 im Massstab 1:50'000 abgeschlossen, ein Jahr später im Massstab 1:100'000. Das letzte Blatt im Massstab 1:25'000 erschien 1979. Seither werden die Blätter alle sechs Jahre aktualisiert. Ergänzt werden sie durch zahlreiche thematische Karten für verschiedene Freizeitaktivitäten. Die privaten Verlage Hallwag, Kümmerly & Frey und Orell Füssli haben bedeutende Leistungen in den Bereichen Schul-, Tourismus- und Strassenkarten erbracht. Die Schweizerische Gesellschaft für Kartografie widmet sich der Förderung der theoretischen und praktischen Kartografie.

### Fotoflüge von US-Bombern 1946
Im Sommer 1946 überflogen entwaffnete US-Bomber mit Bewilligung des Bundesrats in insgesamt 64 Flügen in einer Höhe von 6000 bis 8000 Metern die Schweiz und erstellten tausende einzigartige Luftbilder der Schweiz. Die Amerikaner und Engländer hatten das Ziel, eine Luftkarte von ganz Nachkriegseuropa zu erstellen. Die Fototechnik der Amerikaner war viel moderner als diejenige der Schweizer Landestopografie. Die Schweiz erhielt eine Kopie aller Aufnahmen, welche bis 2015 komplett restauriert und digital aufbereitet wurden. Die Aufnahmen zeigen eine Schweiz, die kurz nach dem Zweiten Weltkrieg noch stark von der Landwirtschaft geprägt war. Die Bilder können auf dem Geoportal des Bundes abgerufen werden.